# Enrico il Leone
Enrico il Leone (in tedesco Heinrich der Löwe) (Ravensburg, 1129 – Braunschweig, 6 agosto 1195), appartenente alla stirpe Welfen, fu duca di Sassonia dal 1142 al 1180 e duca di Baviera dal 1156 al 1180.
Come duca di Sassonia, Enrico il Leone ebbe un ruolo decisivo nell'incoronazione del cugino Federico Barbarossa nel 1152. In cambio, negli anni successivi fu intensamente promosso dal Barbarossa. Così, nel 1156, ricevette anche il ducato di Baviera. Nel nord della Germania, Enrico riuscì a stabilire una posizione para-regia. Trasformò Braunschweig (Brunswick) in un centro di rappresentanza principesca costruendo la nuova collegiata di San Biagio e il vicino castello di Dankwarderode con la statua di un leone. L'aggressiva espansione del dominio del duca in Sassonia e a nord dell'Elba, tuttavia, provocò la resistenza degli altri grandi sassoni. Enrico inizialmente ripagò l'appoggio del Barbarossa con grandi sforzi al servizio dell'Impero durante le prime Italienzug.
Nel 1176, tuttavia, i rapporti si fecero molto tesi quando il duca si rifiutò di sostenere militarmente l'imperatore in una situazione di pericolo in vista di un'imminente guerra con le città della Lega Lombarda. Dopo la sconfitta del Barbarossa, il fallimento della politica nel nord Italia e la pace di Venezia del 1177 con papa Alessandro III, Enrico il Leone fu rovesciato su istigazione di diversi principi e dovette andare in esilio nell'Inghilterra meridionale, da cui poté tornare solo anni dopo. Insieme a Federico Barbarossa, è stato a lungo considerato il più importante protagonista dell'antagonismo Hohenstaufen-Welfen, che dominò la scena politica imperiale nel XII secolo. Solo di recente questa valutazione è stata fortemente ridimensionata.

## Biografia

### Origini

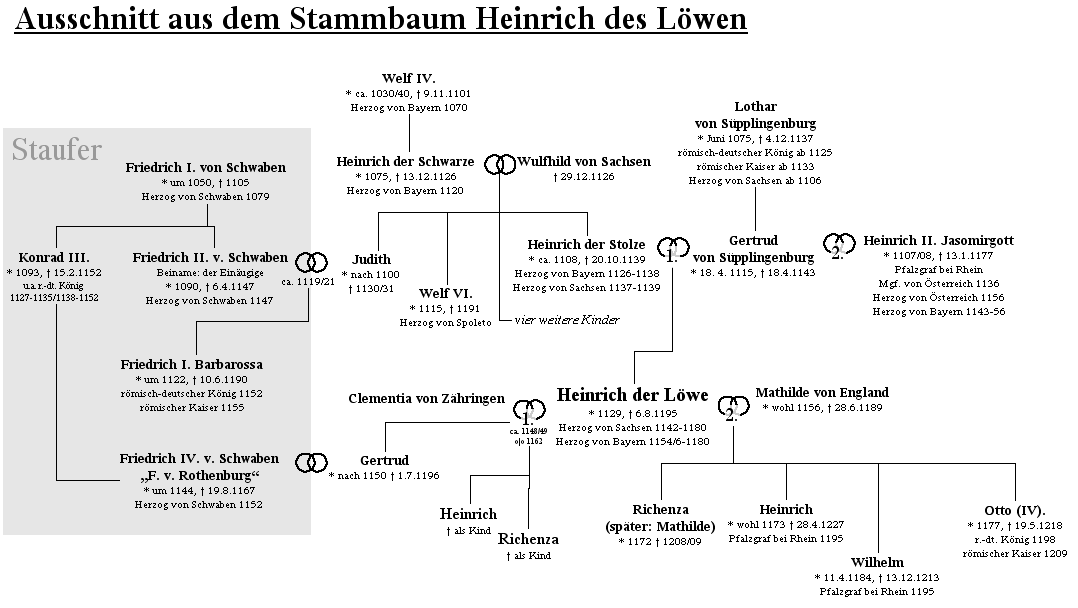
Dettaglio della tavola genealogica di Enrico il Leone

Enrico il Leone proveniva dalla nobile stirpe dei Welfen, dinastia talvolta italianizzata in Guelfi. Già negli anni venti del XII secolo furono prodotti diversi scritti in cui la storia di questa famiglia veniva riportata per iscritto con diverse enfasi; i Welfen furono così la prima stirpe nobile dell'impero a veder registrata la propria storia. La tradizione della casa, espressa nella Genealogia Welforum, nella cosiddetta Sächsische Welfenquelle e nella Historia Welforum, enfatizzava il legame con i Carolingi e sottolineava l'importanza del Leitname Welf (Guelfo), che permetteva un riferimento all'antica Roma attraverso l'etimologia del nome catulus (= cucciolo).
Gli antenati dei Welfen compaiono nell'ambiente dei Carolingi già nell'VIII secolo. L'ascesa della stirpe avvenne attraverso matrimoni vantaggiosi. Come seconda moglie dell'imperatore Ludovico il Pio, Giuditta ebbe un'influenza decisiva sulla storia del regno franco. Sua sorella Emma si sposò con il figliastro di Giuditta, il re Ludovico II il Germanico. Dopo la disintegrazione dell'Impero carolingio, il ramo di Borgogna (Rodolfingi) fornì i re di Borgogna fino al 1032. Dopo la morte di Guelfo IV nel 1055, appartenente al ramo svevo e che morì senza eredi, la casata cadde in una crisi esistenziale. Sua sorella Cunegonda sposò il margravio Azzo II d'Este della stirpe degli Obertenghi, che, dal punto di vista odierno, continuò la stirpe.
Il nonno di Enrico il Leone, il duca bavarese Enrico il Nero, sposò Wulfhilde, figlia maggiore del duca sassone Magnus della stirpe dei Billunghi e della figlia del re ungherese Sofia. I grandi possedimenti intorno a Luneburgo, luogo centrale e di sepoltura della stirpe billunga, passarono così ai Welfen. Nel 1123 la canonizzazione del vescovo Corrado di Costanza, membro della stirpe, accrebbe il prestigio della dinastia. Giuditta, figlia di Enrico il Nero, sposò il duca Federico II della stirpe Staufer, padre di Federico Barbarossa. La candidatura di Federico II nel 1125 a successore del sovrano Enrico V della stirpe salica, morto senza figli, non ebbe successo. Il fattore decisivo fu il cambio di partito di Enrico il Nero, che non sostenne il genero Hohenstaufen ma il duca sassone Lotario nell'elezione del re: Lotario lo convinse facendo sposare la sua unica figlia Gertrude con il figlio di Enrico, Enrico il Superbo. Da questa unione nacque Enrico il Leone. Il suo luogo di nascita è incerto. Secondo la cronaca di Steterburg, dovrebbe essere nato nel 1129/1130. Tuttavia, la data di battesimo è posta nel 1135/36, e sembra essere un lasso di tempo troppo lungo: il copista dell'unico manoscritto collettivo potrebbe aver commesso un errore di trascrizione, per cui Enrico potrebbe essere nato anche nel 1133/35. Nel periodo successivo Enrico il Superbo raggiunse uno status "super-ducale", quasi regale. Alla fine del regno del suocero Lotario, egli possedeva i ducati di Baviera e Sassonia, il margraviato di Toscana, i possedimenti matildici ed estesi allodi in Svevia, Baviera, Sassonia e Italia.

### Disputa con Corrado III

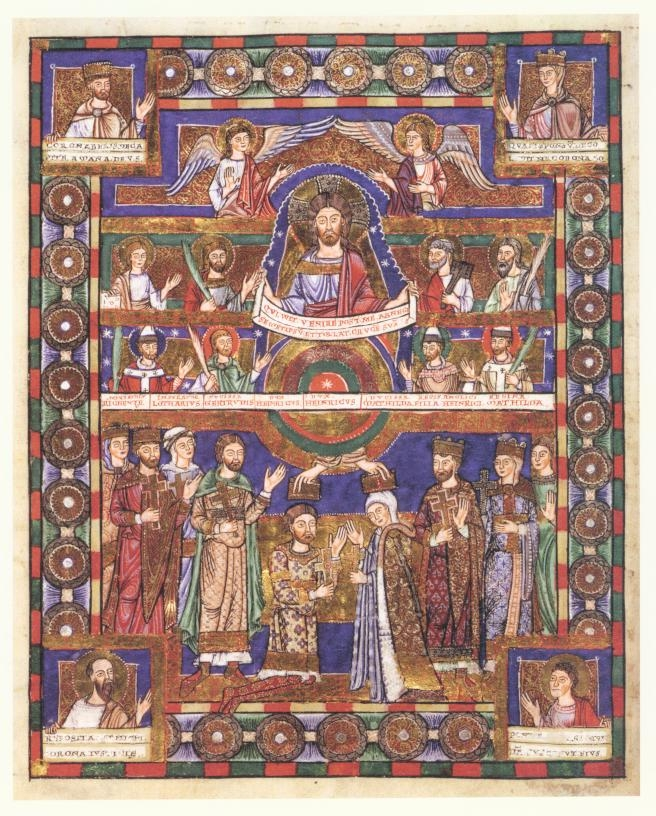
Dipinto dell'incoronazione nell'Evangelario di Enrico il Leone. Nella metà superiore dell'immagine, Cristo srotola un rotolo con un testo biblico. Le altre persone sono apostoli, santi e arcivescovi. Nella metà inferiore dell'immagine, due mani incrociate fanno scendere dal cielo le corone a Matilde e al duca inginocchiato. Le persone circostanti sono i genitori di Enrico e Matilde. Sono per lo più identificati da iscrizioni e sono raffigurati con croci. Wolfenbüttel, Herzog August Bibliothek, Cod. Guelf. 105 Noviss. 2°, fol. 171v.

Lotario morì nel dicembre 1137 di ritorno dall'Italia e sul letto di morte consegnò le insegne imperiali a Enrico il Superbo. In quanto genero dell'imperatore, Enrico il Superbo nutriva fondate speranze di successione. Sembra che egli si vantò di governare «da mare a mare, dalla Danimarca alla Sicilia», secondo Ottone di Frisinga. Tuttavia, sembra anche che «si fece odiare da quasi tutti coloro che avevano partecipato alla marcia verso l'Italia con l'imperatore Lotario a causa del suo orgoglio».
Così, nonostante la sua debole base materiale, lo Staufer Corrado riuscì a raggiungere accordi con alcuni principi per la sua elezione a re. Il 7 marzo 1138 fu eletto re a Coblenza da un piccolo gruppo di principi guidati dall'arcivescovo Alberone di Treviri. Dopo qualche esitazione, Enrico il Superbo consegnò le insegne imperiali. Tuttavia, non accettò la richiesta del nuovo re di rinunciare a uno dei suoi due ducati. Corrado ritirò poi entrambi i ducati ai Welfen nel 1138. Nello stesso anno, assegnò la Sassonia al margravio Alberto l'Orso e nella primavera del 1139 assegnò la Baviera al fratellastro Leopoldo IV della stirpe Babenberg.
Alla morte del padre, nell'ottobre 1139, Enrico il Leone era ancora minorenne. La maggior parte del complesso di possedimenti su cui si basava la sua Hausmacht si trovava tra i fiumi Oker, Fuhse, Aller e Bode con Braunschweig e Königslutter, nonché nella zona centrale dei Billunghi a sinistra dell'Elba e del fiume Ilmenau a nord-ovest di Luneburgo. Le sue rivendicazioni sui ducati contesi di Baviera e Sassonia furono rappresentate dalla vedova di Lotario, l'imperatrice Richenza, e poi dalla madre Gertrude di Sassonia. Enrico crebbe circondato da consiglieri intellettuali e militari alla corte di Lotario III. Tra questi, gli importanti ministeriali sassoni Anno di Heimburg, Liudolfo e Balduino di Dahlum, Enrico di Weida e Poppo di Blankenburg, sui quali Enrico fece affidamento e che plasmarono la sua personalità. Tuttavia, l'avanzare delle posizioni ministeriali si tradusse anche nella diminuzione dell'influenza della nobiltà sassone sulla politica del duca.
Subito dopo la morte di Enrico il Superbo, Alberto l'Orso cercò di imporsi come duca in Sassonia. Il piano di successione di Corrado, tuttavia, non fu accettato dalla nobiltà sassone. Alberto non riuscì a prevalere sui sostenitori di Richenza e dovette ritirarsi dopo aver combattuto contro il conte palatino Federico di Sommerschenburg, il conte Rodolfo di Stade (Rodolfo II?) e l'arcivescovo Corrado di Magdeburgo.
Anche i piani di Corrado per riorganizzare le relazioni in Baviera incontrarono resistenza. Dopo la morte di Enrico il Superbo, suo fratello Guelfo I di Toscana rivendicò il ducato per sé. Nell'agosto del 1140 sconfisse Leopoldo IV a Valley nella valle di Mangfall. Dopo la morte di Leopoldo nel 1141, Corrado trasferì il ducato al fratello di Leopoldo, Enrico II Jasomirgott, nel 1142.
Con l'aiuto dell'arcivescovo Markolf di Magonza, fu siglato un accordo in occasione di una Hoftag a Francoforte nel maggio 1142. Alberto l'Orso rinunciò al ducato di Sassonia, che fu assegnato ad Enrico il Leone. Su consiglio della madre Gertrude, Enrico rinunciò al ducato di Baviera. Gertrude sposò Enrico II Jasomirgott; il figlio sperato da questo matrimonio doveva probabilmente assumere la guida del ducato. Tuttavia, l'alleanza non durò a lungo: Gertrude morì nell'aprile del 1143 e il matrimonio con Enrico II Jasomirgott non generò figli.

### Crociata slava
La decisione di Corrado di partecipare alla seconda crociata ritardò la risoluzione del conflitto per la Baviera. Il 15 marzo 1147, all'Hoftag di Francoforte, il re riuscì a far eleggere dai principi il figlio minore Enrico Berengario. Enrico il Leone approfittò di questa opportunità e rivendicò il ducato di Baviera, sostenendo che era stato tolto ingiustamente a suo padre. Fu decretato un Landfrieden per tutta la durata della crociata e, poiché anche Enrico il Leone ne era vincolato, dovette rinviare la sua rivendicazione del ducato bavarese. Tuttavia, Guelfo I, che partecipò egli stesso alla crociata, sottolineò che la sua faida non era finita.
Tuttavia, molti principi laici ed ecclesiastici del nord-est dell'impero non volevano intraprendere la pericolosa e lunga marcia verso la Terra Santa, preferendo invece intraprendere una campagna di guerra contro i vicini slavi pagani. Questa preferenza fu sostenuta dall'abate cistercense Bernardo di Chiaravalle, che chiedeva la conversione e la sottomissione dei pagani. Tra i capi della crociata dei Venedi contro gli Abodriti c'erano Enrico il Leone, il duca Corrado di Zähringen e l'arcivescovo Adalbero di Brema. I crociati non perseguivano solo l'obiettivo di convertire i pagani; i cronisti contemporanei li accusavano già (e in particolare Enrico il Leone) di essere principalmente preoccupati di espandere i loro domini e aumentare le loro entrate. La parte orientale del regno abodrita, nelle zone del Meclemburgo fino al fiume Peene, fu risparmiata dalla crociata, poiché dal 1143 era in vigore un'alleanza di amicizia tra il principe slavo Niklot e il conte Adolfo II di Holstein. Probabilmente nel corso della crociata dei Venedi, Enrico il Leone strinse rapporti più stretti con Corrado di Zähringen, sposandone la figlia Clemenzia. Come dote ricevette il castello di Badenweiler con 500 Hufen e 100 ministeriali. Il matrimonio generò un figlio e due figlie. Il primogenito Enrico morì infante a Luneburgo. Dopo il 1150, nacque Gertrude, che nel 1166 andò in sposa al duca Federico IV di Svevia. Anche la seconda figlia di Enrico, Richenza, morì in tenera età.
Solo nel 1160 Enrico il Leone fu di nuovo in grado di compiere importanti progressi militari nelle terre slave. Il castello di Werle divenne il centro della resistenza. Niklot cadde, i suoi figli Pribislavo e Vratislavo fuggirono. Nell'autunno del 1160, Enrico riorganizzò le terre abodrite e cedette gli importanti castelli (Quetzin, Malchow, Meclemburgo) a fidati confidenti. Già nel febbraio 1163, i figli di Niklot tentarono di riconquistare le terre abodrite. Vratislavo fu catturato e giustiziato nel corso delle battaglie che seguirono, Pribislavo fu infine costretto a sottomettersi. Tuttavia, l'aumento del numero dei suoi avversari in Sassonia contribuì probabilmente a far cambiare la politica di Enrico il Leone. Pribislavo, che nel frattempo si era convertito al cristianesimo, fu infeudato della maggior parte dell'eredità paterna nel 1167 e da allora si dimostrò un vassallo fedele.

### Collaborazione con Federico Barbarossa

#### Promozione di Federico Barbarossa

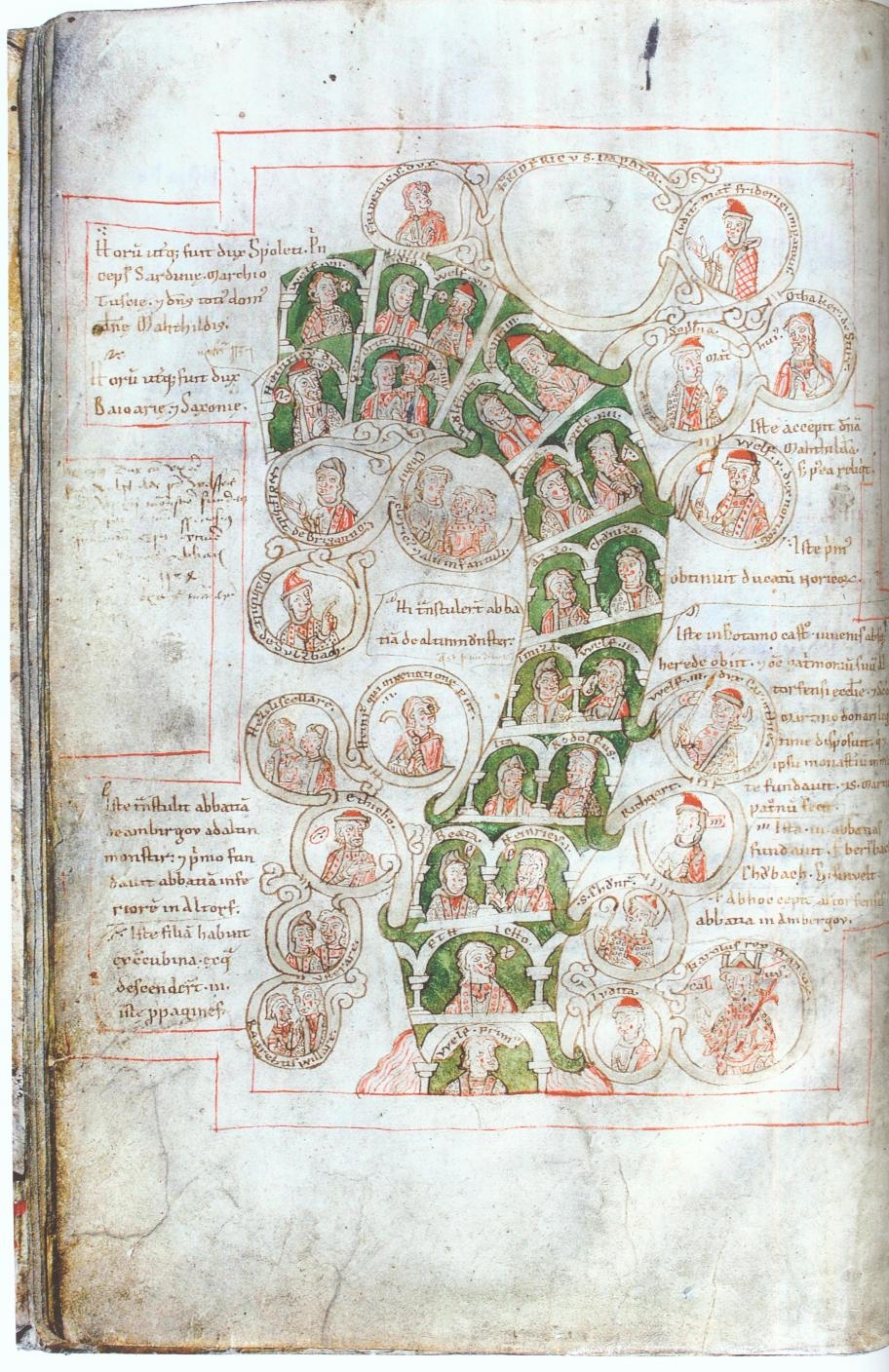
La più antica raffigurazione conservata di una stirpe nobile medievale è stata probabilmente realizzata nel sepolcreto dei Welfen, l'abbazia di Weingarten, negli ultimi decenni del XII secolo. L'albero genealogico inizia con Guelfo I di Baviera e termina in alto a sinistra con Guelfo II di Toscana ed Enrico il Leone. Con Enrico il Leone "si nota la nascita intorno al 1135". In alto a destra appare la Welfen Giuditta, madre di Federico Barbarossa. Il medaglione sovradimensionato con l'iscrizione "Fridericvs imperator", cioè Federico Barbarossa, non è stato compilato. La funzione di "pietra angolare" del Barbarossa tra gli Staufer e i Welfen suggerisce che da Federico in poi sono gli Staufer a continuare la stirpe Welfen. Fulda, Hochschul- und Landesbibliothek, Handschrift D 11, fol. 13v (Kat.- Nr. II.A.20)

Dopo la morte di Corrado III nel 1152, i principi elessero come nuovo re suo nipote, il duca Federico III di Svevia, figlio del duca Federico II, fallimentare candidato degli Hohenstaufen al trono nel 1125. Ottone di Frisinga sostiene che ebbe luogo un'elevazione regale unanime, una successione inevitabile da parte di Federico: egli infatti era stato eletto perché apparteneva alle due stirpi ostili degli Heinrici de Gueibelinga (Enrichi di Waiblingen) e dei Guelfi de Aldorfio (Guelfi di Altdorf), diventando così la «pietra angolare» (angularis lapis) della riconciliazione. In realtà, però, è più probabile che siano stati condotti intensi negoziati, concessioni e accordi tra Federico e i grandi prima dell'elezione di Francoforte del 4 marzo 1152 e dell'incoronazione di Aquisgrana del 9 marzo 1152. Il Barbarossa aveva probabilmente ottenuto l'appoggio di Enrico il Leone promettendo di restituirgli il ducato di Baviera. Con l'elezione del re, iniziò un cambiamento nella struttura del potere: i Welfen, avversari del vecchio re, divennero ora gli amici del nuovo.
Tra Federico ed Enrico iniziò una collaborazione che durò 25 anni. Enrico era coinvolto in tutte le decisioni importanti della corte reale. Si trova come testimone in circa due terzi di tutti i documenti dei primi dieci anni di regno. Dopo l'incoronazione ad Aquisgrana, Enrico accompagnò il neoeletto re per diverse settimane nel suo Umritt nell'impero. L'8 o il 9 maggio 1152, Federico Barbarossa infeudò Enrico del baliato imperiale di Goslar, che garantiva una rendita elevata e continua grazie alle miniere d'argento di Rammelsber. Il 18 maggio 1152 si tenne a Merseburgo un Hoftag in cui Barbarossa dovette risolvere una disputa sulle contee di Plötzkau e Winzenburg tra Enrico il Leone e Alberto l'Orso. Alberto probabilmente invocava i diritti ereditari dei parenti, mentre Enrico riteneva che, alla morte di un conte senza eredi, i suoi beni e diritti sarebbero passati al duca. Regolando l'eredità in questo modo, Enrico avrebbe potuto posizionarsi, con il suo potere ducale, tra il re e i conti e in questo modo il ducato sassone sarebbe diventato un vicereame, come nel tardo periodo carolingio. Tuttavia, le dispute sull'eredità non potevano ancora essere risolte a Merseburgo. Il conflitto si risolse solo il 13 ottobre 1152 a Würzburg: Enrico ricevette la più importante eredità di Winzenburg e Alberto le contee di Plötzkau.
Anche il ducato bavarese dovette essere negoziato a Merseburgo, poiché il 18 maggio 1152 Enrico risulta attestato per la prima volta come "duca di Baviera e Sassonia" in un documento di trasferimento di beni e diritti all'abbazia premostratense di Weißenau, presso Ravensburg. La cancelleria reale, tuttavia, continuò a indicarlo solo come "duca di Sassonia" (dux Saxonie). Le trattative tra il Barbarossa ed Enrico II Jasomirgott si trascinarono fino al 1156, prima che Enrico il Leone ottenesse il ducato di Baviera. Il compromesso fu raggiunto a Ratisbona il 17 settembre 1156 con il cosiddetto Privilegium minus, in cui Enrico il Leone ricevette il ducato di Baviera, ma questo ne restituì una parte, la marca d'Austria, all'imperatore Federico Barbarossa; la marca fu quindi convertita in ducato (ducatus Austrie) e affidata a Enrico II Jasomirgott affinché «l'onore e la gloria del nostro amatissimo zio (honor et gloria dilectissimi patrui nostri) non appaiano in alcun modo diminuiti». Tuttavia, la secessione e la riqualificazione dell'Austria privarono Enrico il Leone dell'opportunità di espandere il suo ducato bavarese verso est. Quando Enrico ricevette il ducato bavarese in aggiunta a quello sassone, «fu creato per lui un nuovo nome: Enrico il Leone» (creatum est ei nomen novum: Heinricus leo). Il predicato "Leone" è stato considerato un epiteto per indicare un governo forte. Tuttavia, secondo le ricerche di Karl Schmid e Otto Gerhard Oexle, l'appellativo Leo non era solo il suo epiteto personale, ma indicava in generale l'appartenenza alla stirpe Welfen.
Dopo il suo ritorno in Sassonia nell'autunno del 1156, Enrico sostenne Sven Grathe, riconosciuto dal Barbarossa a Merseburgo, come legittimo re nella disputa sul trono danese. Sven non riuscì tuttavia a tenere testa al cugino Canuto V Magnusson e dovette andare in esilio in Sassonia. Enrico cercò di riportare Sven in Danimarca con un grande esercito. Conquistò i vescovati di Schleswig e Ripen e avanzò fino a Hadersleben, ma l'impresa non ebbe successo. Nel gennaio 1157, Enrico si ritirò in Sassonia.

#### Sostegno al Barbarossa in Italia
Nell'ottobre del 1152, in occasione di una Hoftag a Würzburg, Barbarossa fissò la data del suo Romfahrt per l'incoronazione imperiale per l'autunno del 1154. Già all'Hoftag di Costanza, nel marzo 1153, si trovò ad affrontare i conflitti tra le città italiane, per i quali avrebbe avuto bisogno dell'aiuto di Enrico il Leone e di altri grandi del regno nei decenni successivi. Due mercanti lodigiani fecero causa a Milano per aver ostacolato il loro commercio. Il conflitto tra Milano e Lodi ebbe origine dalla nascita dei Comuni urbani a partire dalla fine dell'XI secolo e dal fatto che i più grandi di essi stavano iniziando a costruire un proprio contado. Milano aveva già sottomesso Lodi nel 1111 e Como nel 1127. Nell'ottobre 1154 l'esercito imperiale si riunì ad Augusta. Nella prima Italienzug del 1154/55, Enrico il Leone fornì il contingente più numeroso. In Sassonia lasciò la moglie come reggente. A Roncaglia, l'esercito fu mal indirizzato da due consoli milanesi, Oberto dall'Orto e Gherardo Negri, causando notevoli problemi di approvvigionamento. Inoltre, diverse città lombarde si lamentarono di Milano e della sua alleata Tortona. Dopo che Barbarossa aveva esortato senza successo Tortona a porre fine all'alleanza con Milano e ad allearsi con Pavia, fedele al re, Enrico il Leone iniziò l'assedio della città. Il 17 febbraio 1155 riuscì a conquistare e a dare a fuoco la città bassa, situata ai piedi della collina. La città alta si arrese due mesi dopo.
Enrico sfruttò l'Italienzug anche per rivendicare i possedimenti della stirpe degli Este. In questo modo, Enrico non tenne conto dei diritti dello zio Guelfo I. Anche in questo caso, vennero avanzate argomentazioni basate sul diritto ereditario. Il bisnonno di Enrico, Guelfo I di Baviera, aveva ricevuto i beni dal patrimonio del margravio e padre Azzo II. Dopo la morte di Enrico il Superbo, la stirpe degli Este riacquisì i possedimenti. Nel campo dell'esercito imperiale presso Povegliano, Enrico concordò con i margravi Bonifacio e Folco che il castello d'Este con i comuni di Solesino, Arquà e "Merendola" (probabilmente Mirandola) gli appartenesse. Questi possedimenti furono dati in feudo ai fratelli Este.
Mentre Enrico cercava i suoi vantaggi attraverso la vicinanza al sovrano al servizio dell'impero, l'arcivescovo di Brema, Arduico, sfruttò l'assenza del duca per espandere il suo territorio, ed egli riconquistò i castelli di Stade, Bremerhaven, Harburg e Friburgo/Elbe. Inoltre, un gruppo di grandi bavaresi e sassoni orientali si riunì nella Selva Boema per discussioni preliminari; tuttavia non venne raggiunto alcun risultato concreto.
Poco prima dell'incoronazione dell'imperatore da parte di papa Adriano IV, un inviato dei romani si presentò al Barbarossa. Il movimento comunale aveva ricostituito il vecchio Senato romano e voleva ridefinire completamente i diritti dell'imperatore e del papa. Invocando antiche tradizioni, offrirono a Federico la corona imperiale dalle mani del popolo romano in cambio di un pagamento di 5000 libbre d'argento. Il Barbarossa, però, rifiutò, soprattutto perché aveva già promesso al papa la soppressione del Comune. Il 18 giugno 1155 fu incoronato imperatore. Poco dopo l'incoronazione, scoppiò la prevedibile rivolta dei romani, durante la quale fu attaccato anche l'accampamento di Enrico il Leone, ma questo riuscì a respingere l'attacco. I suoi successi militari attirarono l'attenzione dei cronisti contemporanei, soprattutto in Sassonia, fino alla Braunschweigische Reimchronik scritta nell'ultimo quarto del XIII secolo. Il papa consacrò quindi Geroldo come vescovo di Oldenburg, decidendo così di opporsi al responsabile metropolita Arduico di Brema, che aveva rifiutato il candidato del duca.

#### Ruolo nel conflitto tra imperatore e il papa e le città italiane

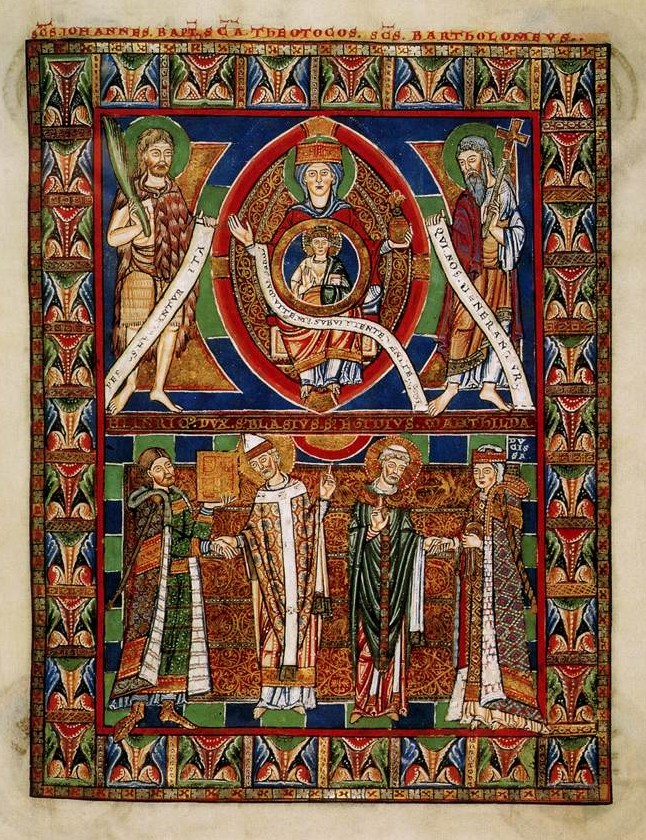
Nella parte superiore dell'immagine, Maria incoronata è in trono come regina dei Cieli, posta tra Giovanni Battista, primo patrono della collegiata di Braunschweig, e l'apostolo Bartolomeo. Da lei scende un nastro scritto con le parole "Venite con il mio aiuto nel regno della vita". I mastri scritti di Giovanni e Bartolomeo mostrano il testo: "Attraverso di noi sono saldamente stabiliti nella vita coloro che ci rispettano". Nella parte inferiore del dipinto, l'arcivescovo Blasius accompagna Enrico il Leone e il monaco Aegidius accompagna la moglie Matilde. Il duca Enrico tiene i Vangeli nella mano sinistra, mentre Blasius fa riferimento all'arco del cielo come fonte di vita eterna. Matilde tiene nella mano sinistra una spilla a forma di disco d'oro e d'argento. Dedica dall'Evangelario di Enrico il Leone, Wolfenbüttel, Herzog August Bibliothek, Cod. Guelf. 105 Noviss. 2°, fol. 19r.

Dopo il ritorno del Barbarossa, sorse un'aspra disputa tra l'imperatore e il papa sulla questione se il papa fosse il supremo signore feudale. Nell'ottobre del 1157, una legazione papale si presentò alla Dieta di Besançon. Davanti all'assemblea dei principi fu letta una lettera di papa Adriano, in cui la parola beneficium fu tradotta dal cancelliere del Barbarossa, Rainaldo di Dassel, come feudo. Questo dava l'impressione che il papa considerasse l'Imperatore come un suo legittimo feudatario, e lui stesso come un suo signore. Questa rivalutazione del rapporto tra potere spirituale e temporale provocò forti proteste da parte dell'imperatore, dei principi e anche dei vescovi. In una lettera, Barbarossa si lamentò che l'«honor imperii» era stato violato da un'innovazione così inaudita. Enrico il Leone, insieme al vescovo Eberardo di Bamberga, riuscì a mediare tra le parti. Entrambi avevano una grande influenza alla corte del Barbarossa e i loro sforzi di mediazione dovevano quindi essere riconosciuti dalla Curia. Papa Adriano IV scrisse allora una lettera chiarificatrice al Barbarossa. Nel giugno 1158, due cardinali discussero chiarirono il tutto: il papa non aveva inteso beneficium nel senso di feudum, ma nel senso di benevolenza (bonum factum). Tuttavia, nel 1159 il conflitto tra l'imperatore e il papa giunse al culmine, poiché dopo la morte di Adriano ci fu una doppia elezione papale: da una parte venne eletto come papa Alessandro III, il quale riteneva che l'impero fosse un feudo del papa o almeno derivasse da un atto di grazia papale, mentre dall'altra venne eletto Vittore IV, fedele all'imperatore. Barbarossa convocò un sinodo a Pavia nel 1160 per tentare la riconciliazione tra le parti, ma Alessandro III rifiutò l'invito. Con la successiva scomunica del Barbarossa da parte di Alessandro III, iniziò un conflitto che durò quasi due decenni. Per Federico era ormai fondamentale affermare la posizione imperiale e ottenere il riconoscimento generale di Vittorio IV.
Contemporaneamente, proseguono le battaglie contro le città lombarde. Nel 1156 e nel 1157, inviati di Pavia, Lodi, Como e Cremona si presentarono più volte al cospetto del Barbarossa lamentando l'oppressione di Milano. Dopo la prima sottomissione di Milano, Enrico sostenne il Barbarossa con 1200 cavalieri corazzati nell'assedio e nella distruzione di Crema, che terminò solo alla fine di gennaio del 1160. Nel gennaio 1161, Enrico prese parte ad un secondo assedio di Milano. Secondo un documento dell'Abbazia di Affligem (Brabante), il Barbarossa, che non aveva figli, si aspettava di morire in battaglia durante gli aspri combattimenti per Milano nella primavera del 1161. Pertanto, in via precauzionale, designò il duca Federico IV di Svevia, figlio di Corrado III che era stato scavalcato nell'elezione a re, ed Enrico il Leone a succedergli come sovrano o ad assumere il comando dell'esercito (duos imperatores). Poche settimane dopo, Enrico il Leone lasciò l'esercito d'assedio davanti a Milano e tornò in Sassonia.

### Duca in Sassonia e Baviera

#### Espansione del potere in Sassonia e a nord dell'Elba

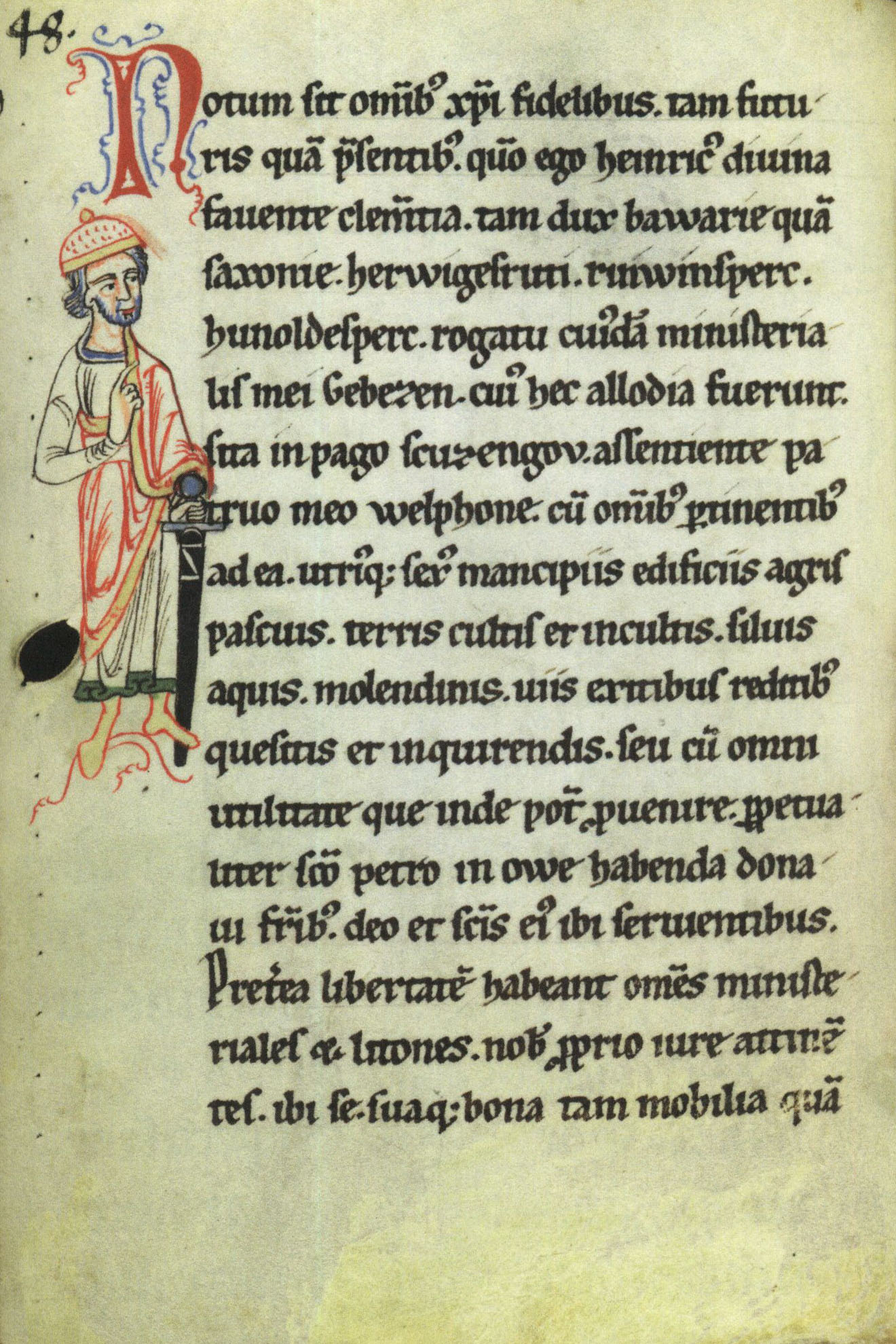
Il duca Enrico il Leone, cartulario dell'abbazia di Weissenau (1220 circa), San Gallo, Kantonsbibliothek Vadiana, VadSlg Ms. 321, S. 48

In Sassonia, la dignità ducale conferita dal re non era associata all'autorità ufficiale, ma era un titolo giuridico non chiaramente definito. Enrico poteva agire solo sulla base delle proprietà familiari e dei titoli legali. In Sassonia si trovò a confrontarsi con i complessi sistemi di dominio delle altre stirpi nobiliari sassoni. Enrico intese la sua carica duca con un'accezione para-regale, considerandosi viceré in Sassonia: egli riteneva di essere il signore feudale dei conti all'interno del ducato al posto del sovrano e, per questo motivo, si frappose tra il re e tutte le contee della Sassonia. Tuttavia, volendo inquadrare la nobiltà nella sua concezione del diritto feudale, il duca disconosceva di fatto le forme tradizionali di governo consensuale. Per ottenere una sovranità ducale effettiva, egli dovette aumentare il potere dei Welfen con i propri possedimenti e diritti. Questo obiettivo poteva essere raggiunto solo se i diritti della nobiltà ecclesiastica e secolare fossero stati limitati il più possibile e se i concorrenti fossero stati privati dei loro legami diretti con il re. Enrico espanse il suo dominio non solo all'interno della Sassonia, ma anche verso l'esterno, conquistando terre a nord dell'Elba. Nel suo governo, si affidò in particolare ai ministeriali, che gli erano fedeli per il loro status giuridico non libero.
Dal punto di vista odierno, Bernd Schneidmüller sottolinea la «nuova concezione rigorosa della carica» di Enrico, il suo «risultato di integrazione culturale» e «i limiti del potere di plasmare il gruppo dirigente» come caratteristiche della sua apparizione in Sassonia.

#### L'eredità di Stade
L'acquisizione di ulteriori diritti di possesso e di dominio fu determinante per il rafforzamento del dominio di Enrico come duca. Quando le famiglie nobili sassoni si estinsero, egli rivendicò la loro eredità. Dopo che dei contadini uccisero il conte Rodolfo II di Stade nel 1144, suo fratello Arduico rimase l'ultimo esponente della stirpe degli Odoniani. Questo fu canonico a Magdeburgo e prevosto del capitolo della cattedrale di Brema. Come membro del clero, lasciò la ricca eredità di Stade all'arcivescovo Adalbero di Brema, mentre il Gerichtsrecht comitale passarono al cognato, il conte palatino sassone Federico di Sommerschenburg. All'Hoftag di Magdeburgo di Corrado III, nel dicembre 1144, i sostenitori di Enrico si lamentarono della concessione delle contee di Stade al prevosto della cattedrale Arduico di Brema. Diverse opinioni legali si opponevano l'una all'altra: gli oppositori di Enrico il Leone ritenevano che le contee e le altre proprietà feudali dovessero essere trasmesse in base al diritto ereditario e che il conte non dipendesse dal duca, mentre Enrico sostenne che il duca sassone fosse il signore supremo delle stirpi nobili sassoni e che una contea doveva passare al duca alla morte dell'ultimo esponente maschile in carica. La sua rivendicazione si basava su un nuovo tipo di concezione del ducato, il quale era si conferita dal re, ma diventava un ufficio para-regio nel ducato, iniziando un processo di mediazione delle contee.
Il re nominò un tribunale arbitrale guidato dall'arcivescovo Adalbero di Brema. La sua composizione era chiaramente schierata contro i Welfen, essendo costituito dal vescovo Tietmaro di Verden, Alberto l'Orso, il conte Ermanno di Winzenburg e suo fratello e conte Enrico di Assel. Durante una seduta del tribunale arbitrale di Ramelsloh, a sud di Amburgo, l'arcivescovo di Brema fu catturato dai sostenitori di Enrico e portato a Luneburgo. Dopo una breve prigionia era già pronto a cedere i diritti della contea di Stade a Enrico il Leone e questo occupò i castelli di Stade con i propri ministeriali. Sebbene l'usurpazione di Enrico fosse ancora contestata in casi isolati, la resistenza cessò infine con la morte dell'arcivescovo, avvenuta entro l'11 ottobre 1168. Tuttavia, la disputa sull'eredità dello Stade scatenò uno scontro tra gli arcivescovi Welfen e quelli di Brema per i diritti di signoria sui fiumi della bassa Elba e sul basso Weser, che durò fino al 1236.

#### Lotta per le investiture
L'arcivescovo di Brema, Arduico, consacrò due vescovi nel 1149, Vicelino per Oldenburg ed Emmehard per Meclemburgo. Enrico il Leone rivendicò allora il diritto di investitura reale nei tre vescovati a nord dell'Elba. A partire dal concordato di Worms, il vescovo appena eletto veniva dotato dal re dei beni secolari e dei diritti sovrani della sua chiesa episcopale: questo processo avveniva nella forma del diritto feudale, con il re che gli consegnava uno scettro, rendendo il vescovo un vassallo del re. In questa situazione, Enrico riuscì a limitare i poteri dell'arcivescovo di Brema riuscendo ad esercitare il diritto di investitura, detenuta solo dal re: Corrado III era rientrato nell'impero solo nel maggio del 1149 dopo pesanti sconfitte contro i Selgiuchidi ed era impegnato in un conflitto con Guelfo I in Svevia e quindi nel 1150/51 Vicelino ed Emmehard si lasciano investire con uno scettro da Enrico, testimonianza del ruolo para-regio che il duca di Sassonia era riuscito ad ottenere.
Questo diritto speciale, una volta esercitato, fu confermato in perpetuo al duca da Federico Barbarossa a Goslar il 3 giugno 1154. Il Barbarossa concesse al «suo amato Enrico, duca di Sassonia» («dilecto nostro Heinrico duci Saxonicae») il diritto regio di investitura per i vescovati di Oldenburg, Meclemburgo, Ratzeburg e per tutti i futuri vescovati che il duca avrebbe ancora istituito nella pagana Nordalbingia. Inoltre, il duca poteva fondare e dotare vescovadi e chiese. Con la conservazione della sovranità ecclesiastica, assunse una posizione viceregia per le terre a nord dell'Elba. Enrico il Leone fu l'unico principe tedesco ad avere tale diritto di investitura. Il Barbarossa voleva in questo modo assicurarsi l'appoggio di Enrico in Italia. Poco dopo aver concesso questo privilegio reale, nel 1154 Enrico rinnovò il vescovato di Ratzeburg, che era stato distrutto dagli Slavi nell'XI secolo. Dopo la morte di Vicelino di Oldenburg nel dicembre 1154, la moglie di Enrico, Clemenzia, nominò Geroldo, uno svevo, come nuovo vescovo. Nell'ambito della sua sovranità ecclesiastica, negli anni successivi Enrico avviò una consistente organizzazione del sistema eccelsiastico nell'Elba settentrionale: nel 1158 trasferì il vescovato di Meclemburgo a Schwerin e nel 1159/60 la sede della diocesi di Oldenburg a Lubecca, mentre nel 1169/70 Enrico confermò la dotazione e lo status giuridico dei vescovati di Lubecca, Schwerin e Ratzeburg.

#### Guerra sassone
In quanto duca sassone, Enrico il Leone si trovò in diretta competizione, nei suoi sforzi di intensificare il proprio dominio, con lo sviluppo degli Hochstiften e delle stirpi nobili sassoni, che volevano espandere la propria sovranità ed essere legati al re dalla legge feudale. La rivendicazione da parte di Enrico dell'eredità dei conti di Stade (1144), di Plötzkau (1148) e di Winzenburg (1152) determinò un crescente potenziale di conflitto con i grandi sassoni. A capo dell'opposizione c'erano l'arcivescovo Wichmann di Magdeburgo, in aperta competizione con Enrico per l'espansione della sovranità di Magdeburgo nella zona di Haldensleben, e il vescovo Ermanno di Hildesheim. A loro si unirono il langravio Ludovico II di Turingia, il margravio di Brandeburgo Alberto l'Orso con i suoi figli e suo genero della stirpe Wettin, il margravio Ottone II di Meißen e i conti di Assel, Cristiano I di Oldenburg e Vitichindo di Schwalenburg. L'obiettivo dell'alleanza era quello di condurre insieme una guerra contro Enrico il Leone. Dopo che l'imperatore era partito per la sua quarta Italienzug, il conflitto scoppiò apertamente nel 1166 a causa del governo espansivo di Enrico. La Sassonia orientale, in particolare, venne gravemente devastata dal cambio di guerra. Enrico il Leone trovò solo pochi sostenitori: il più importante di essi fu il principe slavo Pribislavo, che il duca sassone infeudò con le terre obodrite, ad eccezione di Schwerin, e che divenne così il fondatore della casata nobile che risiedette nel Meclemburgo fino al 1918. Inoltre, Enrico diede in sposa la figlia illegittima Matilde a Enrico Borwin, il figlio maggiore di Pribislavo. Schwerin fu data in feudo ereditario a Gunzelino di Hagen, uno dei più stretti collaboratori del duca.
Nel 1167 la coalizione bellica contro Enrico il Leone raggiunse il suo culmine grazie all'alleanza degli arcivescovi di Magdeburgo e Colonia, «poiché tutti i principi combatterono contro il duca. I guerrieri furono catturati e mutilati, i castelli e le case distrutti, le città incendiate». Tra il 1168 e il 1170 Barbarossa risolse il conflitto in diversi Hoftag a Würzburg, Bamberga, Francoforte, di nuovo Würzburg, Wallhausen, di nuovo Bamberga ed Erfurt. Nel giugno 1169, l'imperatore raggiunse un accordo di pace durante un Hoftag a Bamberga. La fine della guerra sassone nell'estate del 1170 poté essere sancita solo grazie al suo intervento in un Hoftag a Erfurt. Grazie al suo sostegno, Enrico riuscì a mantenere la sua posizione di rilievo e a governare senza limitazioni.

#### Baviera

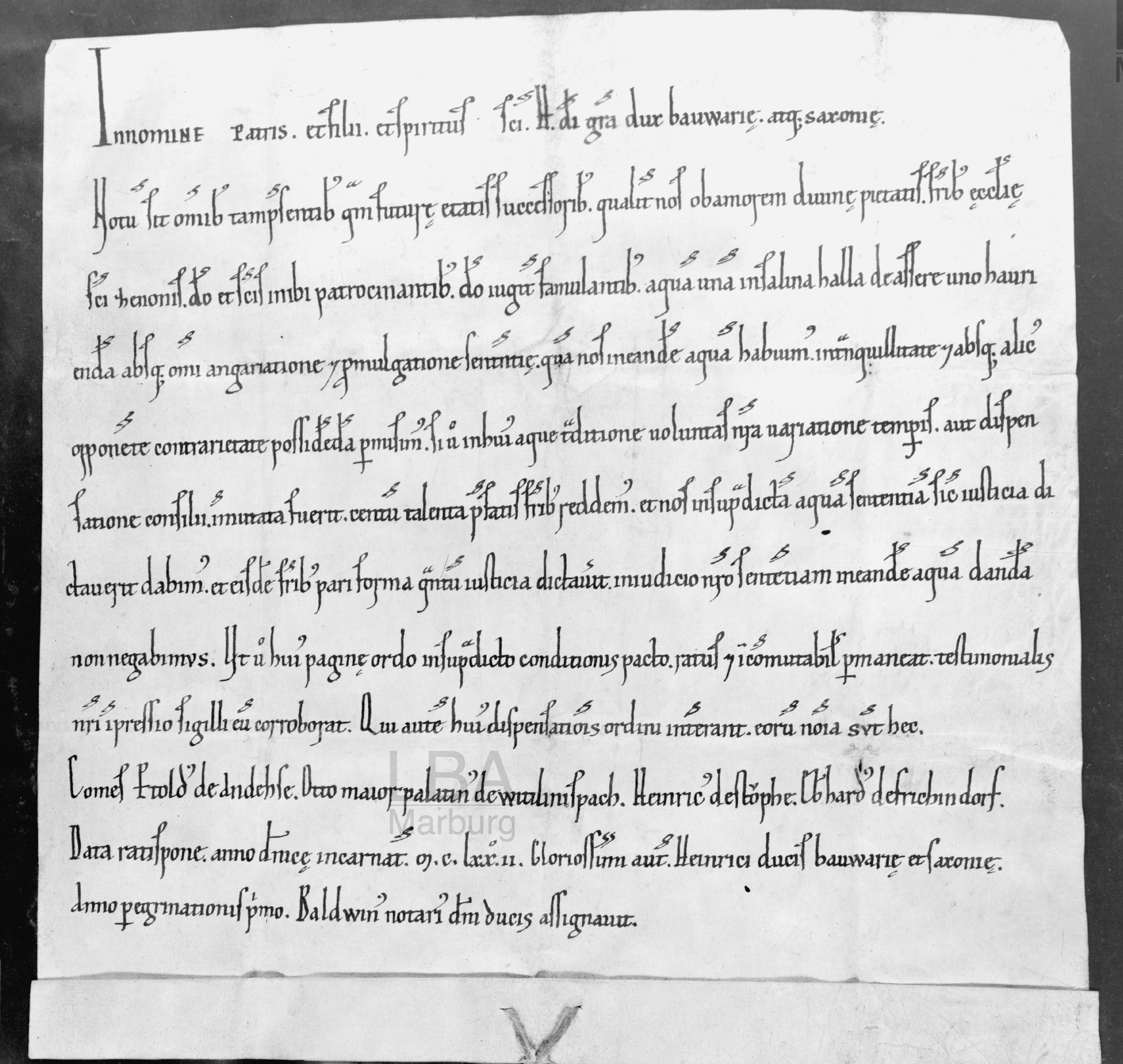
Documento di Enrico il Leone come duca di Baviera per l'abbazia di Reichenhall del 1172

Il potere ducale in Baviera, a differenza della Sassonia, comprendeva forse anche i poteri ufficiali di guidare il contingente dell'esercito bavarese e di preservare la pace del territorio contro le stirpi nobili in lotta tra loro, e forse si basava anche su divieto regio di esercitare il supremo potere giudiziario nel territorio. Tuttavia, la Baviera rimase solo un territorio secondario per Enrico, poiché la Sassonia offriva opportunità di sviluppo e di espansione decisamente migliori, in quanto la Baviera era circondata da tutti i lati da altri domini. In questo caso, inoltre, non fu possibile un'espansione interna attraverso nuove acquisizioni, poiché solo poche stirpi nobili si estinsero. Inoltre, il numero e l'importanza dei baliaggi delle chiese ducali sui monasteri e sui conventi (come Wilten, Wessobrunn, Ranshofen, Polling, San Candido, Reichersberg) erano inferiori in Baviera rispetto alla Sassonia. In Baviera, inoltre, il duca straniero aveva meno beni e persone armate rispetto alle stirpi di lunga data come i Wittelsbach, i Vohburger o gli Andechs. Ad eccezione delle proprietà ducali meno importanti nella zona di Ratisbona, sul Salzach e sull'Inn, Enrico possedeva solo i complessi di proprietà Welfen più antichi nella zona del Lech e in Tirolo, che dovette condividere anche con Guelfo I. Come in Sassonia, Enrico il Leone si affidò a ministeriali per amministrare questi possedimenti.
A volte, tuttavia, Enrico tentò anche di espandere la sua base di potere in Baviera attraverso misure economiche e fiscali, che possono essere ricondotte a Monaco, Landsberg e Reichenhall. Il commercio del sale, con le sue vie di trasporto dalla Baviera alla Svevia, doveva essere sottoposto al suo controllo. Fece scalpore la distruzione del ponte sull'Isar vicino a Föhring, territorio del vescovo Ottone di Frisinga, che interrompeva l'importante via commerciale del sale a lunga distanza da Reichenhall ad Augusta. In questo modo, cercò di privare il vescovo di Frisinga dei proventi della dogana del ponte e del mercato. Il mercato, la dogana e la zecca del vescovo vennero chiusi e spostati cinque chilometri più in là, sulle sue terre, presso il villaggio di Munichen, più tardi Monaco di Baviera, al fine di riscuotere la dogana sulla rotta commerciale da Salisburgo alla Svevia.
Il vescovo Ottone di Frisinga protestò presso il nipote e imperatore Federico I. Il 14 giugno 1158 ad Augusta, in occasione della Pentecoste, il conflitto fu risolto con un compromesso a favore del duca: il trasferimento della zecca, del mercato, della dogana e del ponte fu confermato, ma il vescovo ricevette due terzi delle entrate come compensazione, ma Enrico avrebbe avuto un ulteriore terzo in feudo. L'amministrazione della dogana era affidata al duca, a un Amtmann fornito dal vescovo di Frisinga o a due Amtmann nominati rispettivamente dal duca e dal vescovo. Intorno al 1160, Enrico costruì la fortezza di confine di Landsberg sulla sponda orientale del Lech, attraversando il ponte che aveva costruito per la strada da Reichenhall a Memmingen passando per Monaco. Nel 1165 acquisì la contea di Burghausen sul Salzach, con la stazione doganale più redditizia della Baviera, e nel 1169 ottenne la contea di Hall, detenendo così il controllo del centro di produzione del sale nella Germania meridionale.
Sebbene Enrico si sforzasse di espandere la sua posizione in Baviera, trascorse in questo ducato appena due dei suoi ventiquattro anni di duca bavarese. Dopo il 1156, sembra che venne in Baviera solo nove volte, e spesso in relazione al passaggio in Italia o al pellegrinaggio in Terra Santa. Solo nel 1174 soggiornò per la prima volta in Baviera per un periodo più lungo di quasi sei mesi. Dei 103 documenti sopravvissuti, solo 20 riguardano destinatari bavaresi. Solo un vescovo bavarese, Thietbald di Passavia, compare nelle liste dei testimoni. Evitò i conflitti con le grandi stirpi nobili della Baviera, poiché per lui erano di scarsa importanza e si trovava raramente in Baviera. La vicinanza al re (Königsnähe) dei Wittelsbach e degli Andech impedì la loro mediazione da parte del duca. Per le Italienzug, Enrico fornì all'imperatore soprattutto truppe sassoni. Se i nobili bavaresi parteciparono alle Italienzug dell'imperatore, lo fecero più di propria iniziativa che come truppe del duca.

### Matrimonio con Matilde

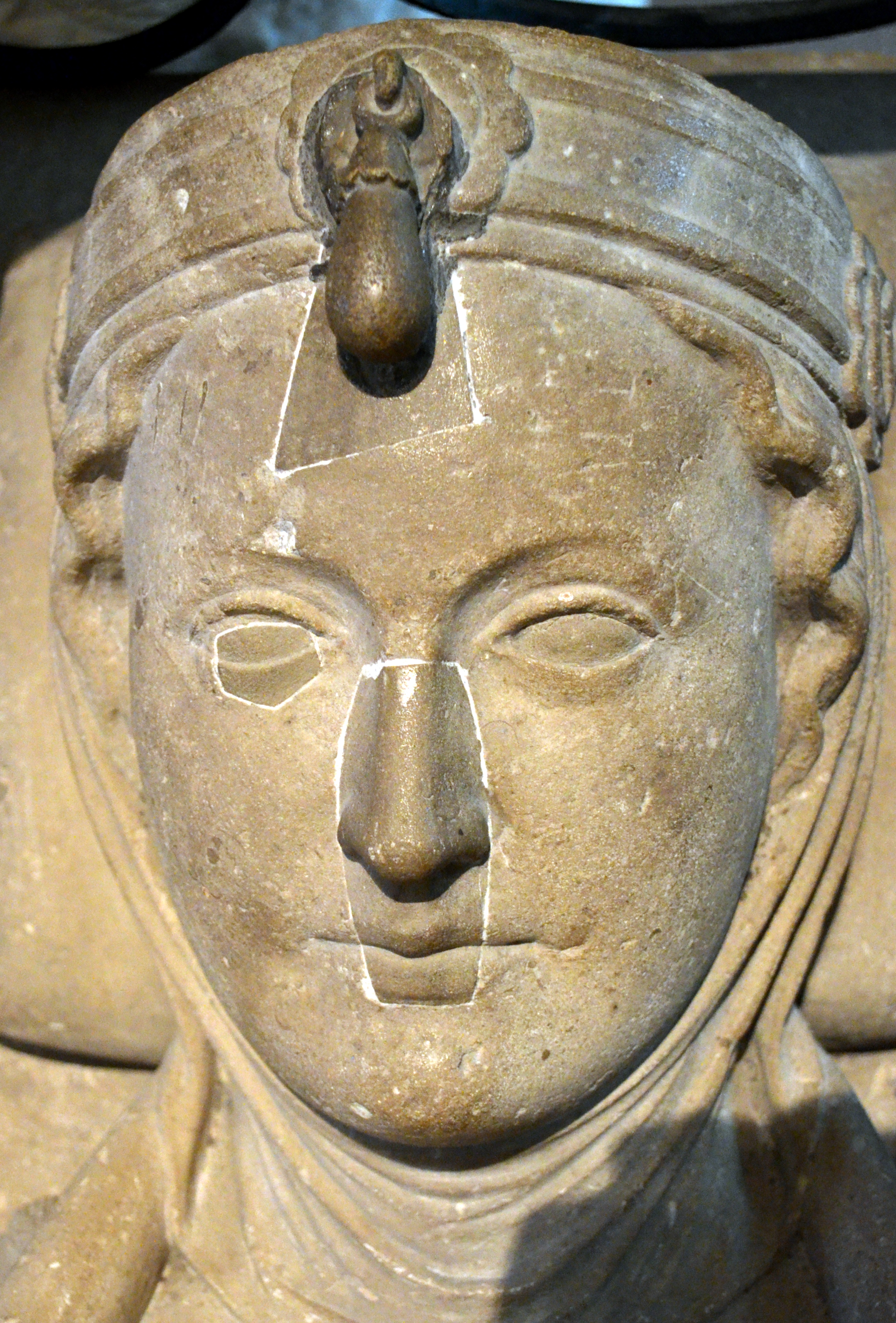
Particolare della testa di Matilde dalla tomba (tra il 1210 e il 1240)

Nel 1164 iniziò il conflitto tra il re inglese Enrico II e il suo cancelliere Tommaso Becket, che voleva liberare la Chiesa inglese dall'influenza regia e si era schierato con papa Alessandro III. Il Barbarossa cercò quindi di convincere il re inglese ad allearsi con lui. Un figlio del Barbarossa e di Enrico il Leone avrebbe dovuto sposare le due figlie del re inglese. Nel 1162 Enrico il Leone aveva ripudiato la prima moglie, Clemenzia di Zähringen. La separazione venne giustificata da una relazione parentale troppo stretta, che secondo il diritto canonico costituisce un impedimento al matrimonio. Per Enrico, le ragioni politico-dinastiche potrebbero aver giocato un ruolo importante nel suo matrimonio con la figlia del re inglese Matilde: il suo matrimonio con Clemenzia, durato quattordici anni, non aveva generato figli maschi; attraverso un'unione matrimoniale anglo-normanna sperava di aumentare il suo prestigio di fronte alla crescente resistenza della nobiltà sassone. Inoltre, l'alleanza di comodo tra i Welfen e gli Zähringen, che in precedenza era stata diretta contro gli Staufer, era sopravvissuta grazie alla buona intesa di Enrico con suo cugino Barbarossa. Il matrimonio con Matilde fu contratto nella cattedrale di Minden nel 1168, le nozze furono celebrate a Braunschweig. La chiesa cattedrale di Minden ricevette in dono un maniero il 1º febbraio 1168, giorno in cui «Enrico, duca di Baviera e Sassonia, sposò Matilde, figlia del re d'Inghilterra». Il matrimonio portò a Enrico nuovi impulsi dalla moderna civiltà anglo-normanna e notevoli vantaggi materiali. Secondo i conti dello Exchequer, la dote ammontava a 5102 sterline. La dote di Matilde fu caricata sulle navi nel viaggio verso la Sassonia in venti sacchi e casse ciascuno. Il duca utilizzò il denaro inglese per i suoi edifici e le sue dotazioni, nonché per il suo grande pellegrinaggio a Gerusalemme nel 1172.

### Il viaggio di Enrico a Gerusalemme
Il viaggio di Enrico a Gerusalemme nel 1172 aveva lo scopo di accrescere la sua reputazione e, come «impresa di pietà», anche di assicurare la sua discendenza. Il 13 gennaio 1172, Enrico partì per Gerusalemme con un esercito di almeno 1500 uomini. Era accompagnato dall'arcivescovo Baldovino I di Amburgo-Brema, dal vescovo Corrado I di Lubecca, dagli abati Enrico dell'abbazia di Sant'Egidio/Braunschweig e Bertoldo di San Michele/Luneburgo, e dal principe obodrita Pribislavo. Affidò la reggenza in Sassonia all'arcivescovo Wichmann di Magdeburgo. Sua moglie Matilde rimase a Braunschweig e vi diede alla luce la figlia Richenza nel 1172. Il matrimonio in seguito generò altri quattro figli, Enrico (V) (1173), Lotario (1174 o 1175), Ottone (IV) (1177) e Guglielmo.
Stefano III, re d'Ungheria, inviò un solo inviato per incontrare Enrico, che doveva scortarlo attraverso il suo regno. Al contrario, Enrico fu ricevuto come un re a Costantinopoli dal basileus Manuele I, che a sua volta perseguiva da decenni ambizioni in Italia e per questo aveva a volte combattuto il Barbarossa. Ricevette grandi quantità di stoffe di seta per tutti i suoi cavalieri. Dalla capitale dell'Impero bizantino, il viaggio proseguì verso Gerusalemme, dove fu accolto in modo simile dal re Amalrico I e dal patriarca di Gerusalemme Amalrico di Nesle. Enrico donò ingenti somme di denaro al Santo Sepolcro e alla Cappella della Santa Croce. Diede armi e denaro ai due ordini cavallereschi dei Templari e degli Ospitalieri. Enrico non poté però dimostrare di essere un campione nella guerra contro i pagani, poiché Amalrico e i Templari gli sconsigliarono di avanzare in guerra a causa della precaria situazione del regno di Gerusalemme. Il viaggio in Terra Santa si concluse quindi prima del previsto e tornò a Braunschweig all'inizio di gennaio del 1173.

### La corte

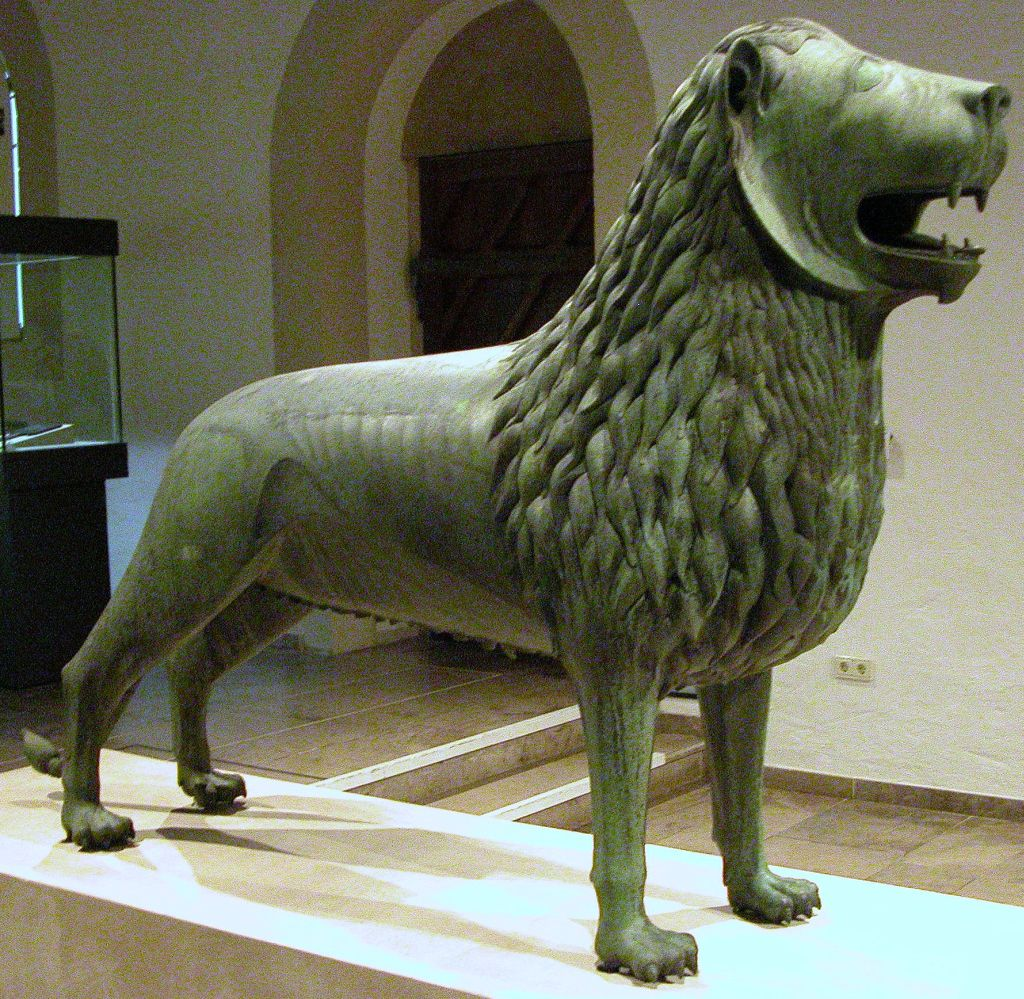
Il leone di Braunschweig (creato tra il 1164 e il 1176)

A partire dal XII secolo, la corte divenne un'istituzione centrale del potere regio e principesco. I compiti più importanti erano la visualizzazione del dominio attraverso le feste, l'arte e la letteratura. Il termine "corte" può essere inteso come «presenza presso il governante». Per Enrico il Leone, la corte era probabilmente ancora più importante che per altri grandi sovrani: attraverso questa infatti egli cercò di allineare gradualmente le diverse parti della Sassonia alla sua persona. La parte più importante della corte era la cancelleria. Enrico fu il primo duca sassone a far emettere e sigillare documenti (103 diplomi, lettere e mandati) seguendo il modello regio. Inoltre, è stato dimostrato che per la prima volta le spese di cancelleria venivano addebitate per l'autenticazione di un contratto.
Joachim Ehlers distingue tra una "corte centrale" formata dai ministeriali, dal clero di corte e dai cappellani e una "corte esterna", nella cui condizione si manifestano le possibilità e i limiti della sovranità ducale. La corte centrale era «orientata esclusivamente e indipendentemente dalla posizione alla persona», mentre le corti esterne (Lubecca, Artlenburg, Verden, Luneburgo) si formarono con una certa regolarità in determinati luoghi dell'itinerario intorno al duca. È provato dalle fonti che tra il 1142 e il 1180 che Enrico soggiornò 21 volte a Braunschweig. Fu ad Artlenburg e Luneburgo sei volte ciascuno, quattro volte a Lubecca e tre volte a Verden. Per Braunschweig è possibile stabilire una fusione tra la corte centrale e la corte esterna, poiché tutti gli Edelfrei nominati per la Sassonia sono attestati anche a Braunschweig.

#### Braunschweig

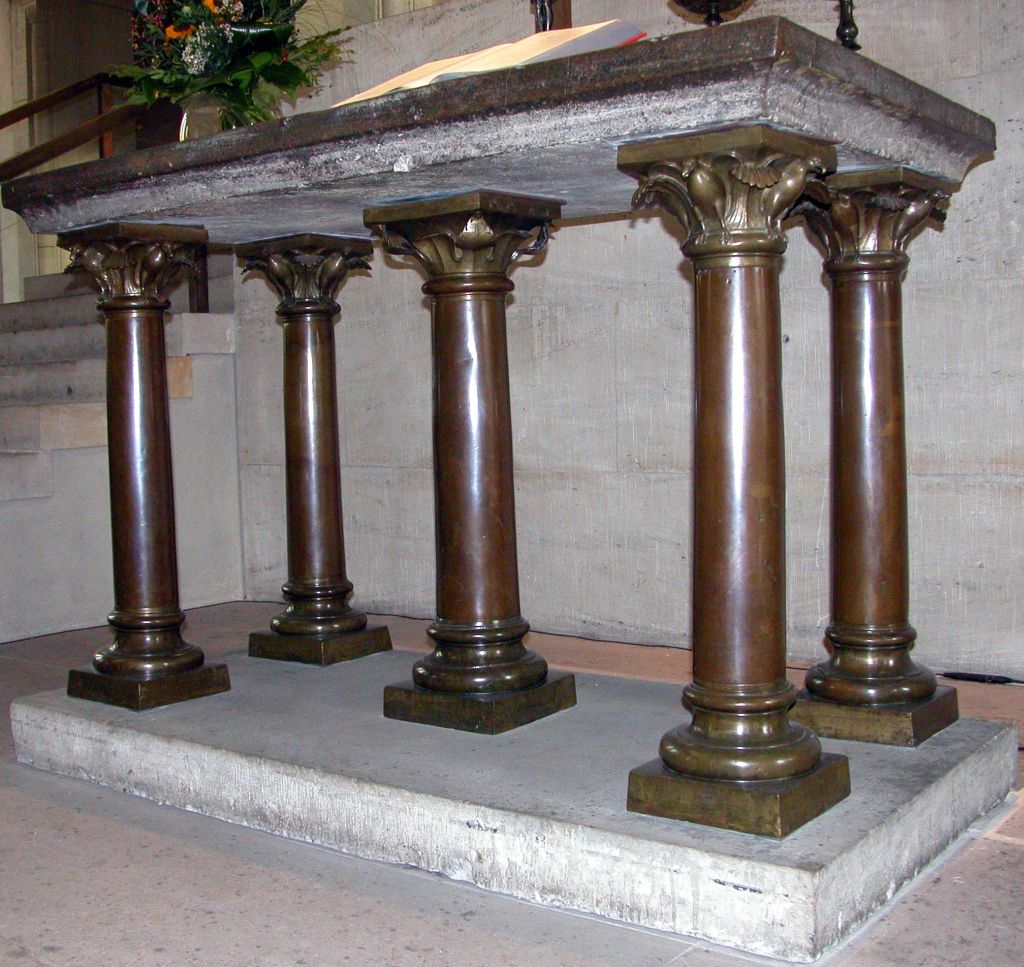
L'altare di Maria nel duomo di Braunschweig

Braunschweig acquisì un'importanza unica per Enrico il Leone. Il duca costruì un complesso di palazzi nella città nascente, una delle prime residenze di un principe medievale. L'espansione della città avvenne probabilmente solo dopo il 1165, in seguito al suo matrimonio con la figlia del re inglese, Matilde, avvenuto il 1º febbraio 1168. La statua in bronzo di un leone, eretta al centro del complesso tra il 1164 e il 1176, fu la prima scultura autoportante del Medioevo a nord delle Alpi. Il "Leone di Braunschweig" era legato all'epiteto di Enrico e quindi probabilmente un simbolo individuale di dominio, non un simbolo della stirpe dei Welfen.
Nel 1173 il monastero collegiale di San Biagio fu completamente ricostruito. Enrico promosse anche i primi insediamenti urbani: l'area paludosa di Hagen fu sviluppata per i ministeriali e i cives (cittadini); l'urbs (città) della Altstadt (vecchia città), Hagen e la zona del castello furono murate. La zecca più importante del duca si trovava a Braunschweig; almeno 55 tipi furono coniati a partire dal 1150. La concentrazione su questo luogo è stata accompagnata dal ricordo degli antenati Brunonidi. Il luogo di sepoltura recentemente stabilito per il nonno materno di Enrico e imperatore Lotario III, la cattedrale imperiale di Königslutter, a soli 20 km a est, non venne portato avanti.

#### Letteratura di corte
Il Canzone di Rolando del sacerdote Corrado e il Tristrant di Eilhart di Oberg furono probabilmente scritti su iniziativa di Enrico il Leone. Il Tristrant è il primo romanzo in versi tedeschi che tratta di materiale celtico. Le origini dell'autore e l'epoca esatta di composizione sono sconosciute. Gli studiosi concordano ampiamente sul fatto che i messaggi della Canzone di Rolando siano da mettere in relazione con Enrico il Leone. La Canzone di Rolando fu scritta dopo il 1168 (matrimonio di Enrico con Matilde) e prima del 1180 (perdita del ducato di Baviera). L'identità del poeta Corrado rimane incerta. Nella Canzone di Rolando, Enrico il Leone viene paragonato al re biblico Davide e accostato a Carlo Magno, che già in vita era lodato come incarnazione terrena della regalità biblica. Corrado presenta così Enrico come il sovrano cristiano ideale. Egli accresce il suo panegirico dei sovrani con l'affermazione che in disem zîte (nel presente) solo Enrico il Leone è degno di essere paragonato a Davide. Il Lucidarius fu anche commissionato da Enrico il Leone dopo il 1150, e fu la prima enciclopedia in lingua tedesca.

#### Mecenate e benefattore delle arti

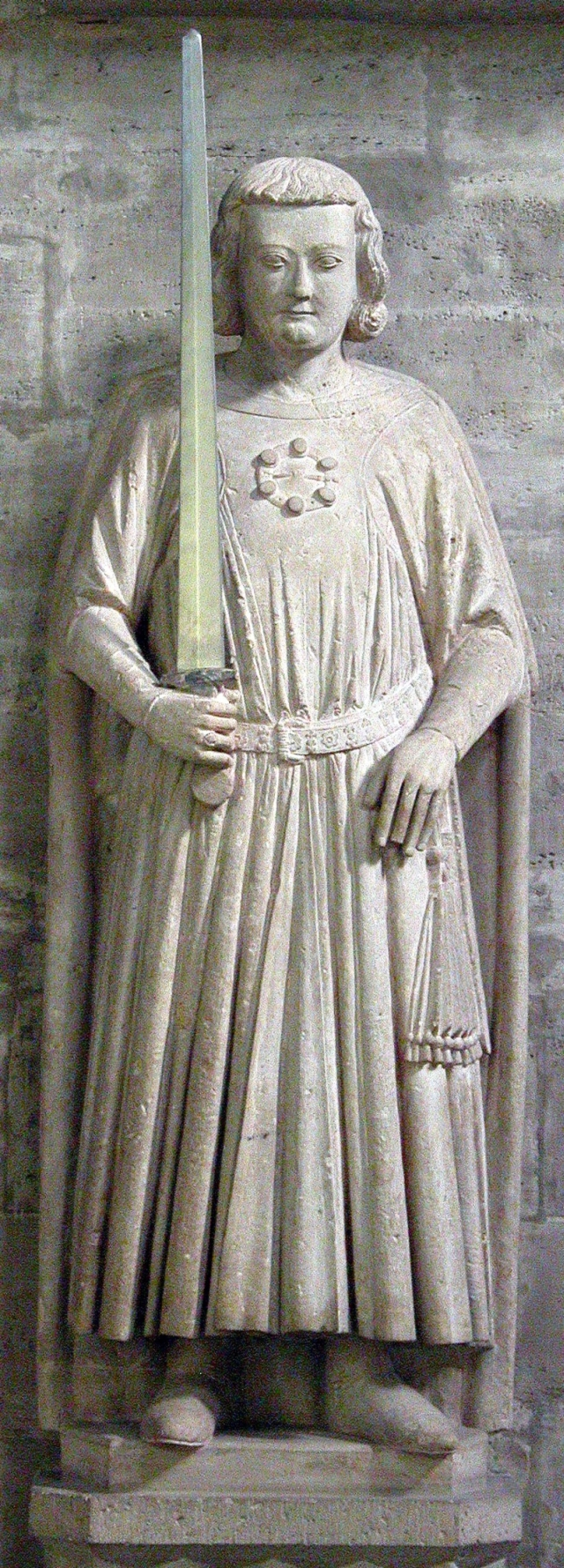
Presunta statua del fondatore rappresentante Enrico nel duomo di Braunschweig; forse invece è la rappresentazione di suo figlio, il successivo re dei Romani e imperatore Ottone IV.

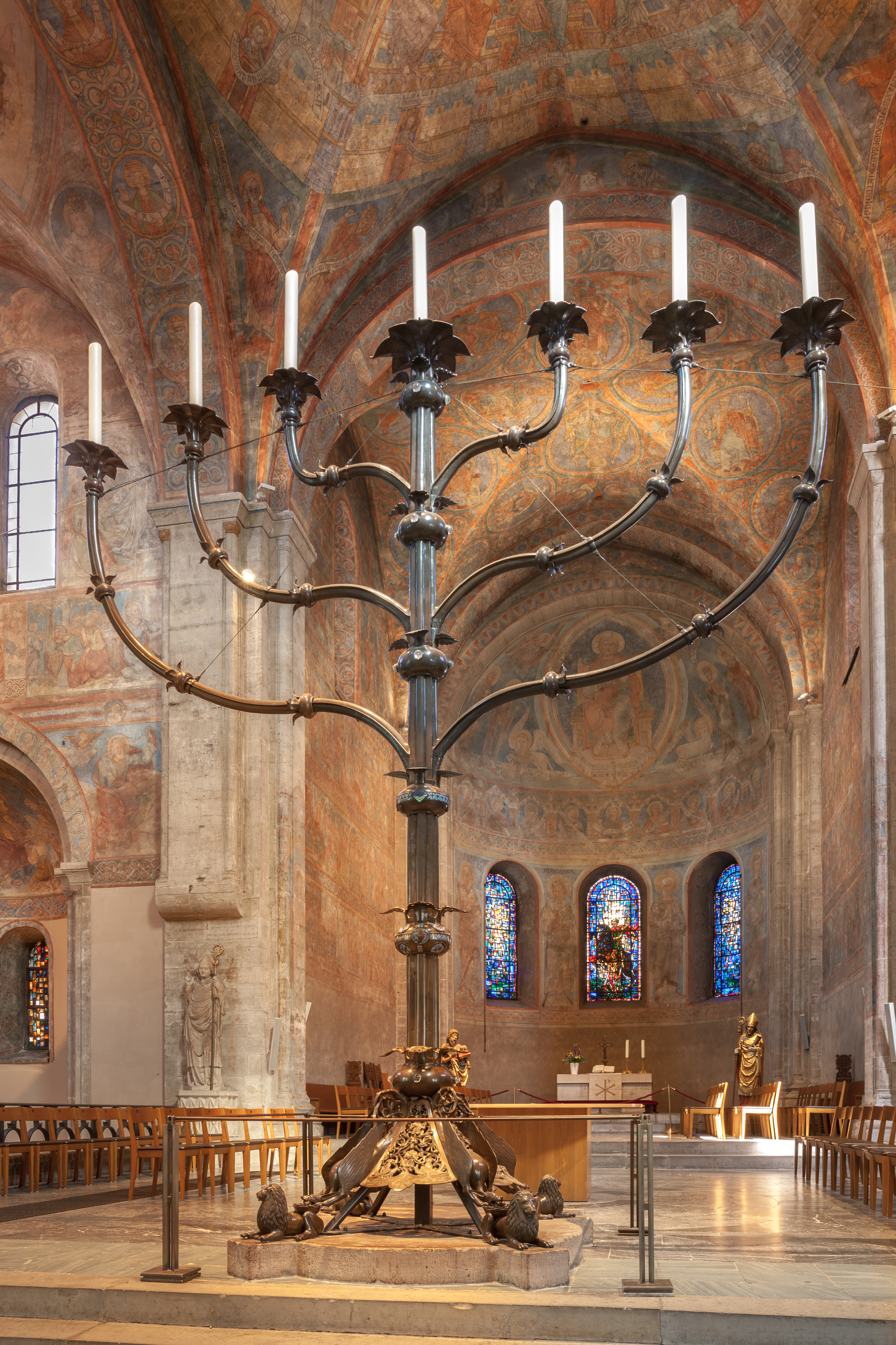
Il candelabro a sette braccia nel duomo di Braunschweig

Enrico il Leone possedeva diritti di baliato su circa 75 vescovati, monasteri e collegiate. Non fondò alcun monastero o canonicato in Sassonia o in Baviera. Egli sostenne solo in misura limitata le istituzioni esistenti; donazioni più consistenti furono fatte ai monasteri di Königslutter, San Michele a Luneburgo, Riddgshausen, Northeim, Loccum e i canonici di Georgenberg e Riechenberg.
Enrico, in ogni caso, fu un appassionato donatore della Chiesa. Secondo Arnoldo di Lubecca e Gerardo di Steterburg, la sua attività di mecenatismo e di dotazione delle chiese fu ampiamente motivata dal suo viaggio in Terra Santa e dalla sua caduta. I reliquiari da braccio dei santi Teodosio e Innocenzo, risalenti agli anni sessanta del XII secolo, recano l'iscrizione del donatore Dux Heinricus me fieri iussit ad honorem Dei (il duca Enrico mi fece fare per la gloria di Dio). Si tratta dell'unica opera di oreficeria sopravvissuta che può essere fatta risalire sicuramente a Enrico il Leone. L'altare della Vergine Maria nel coro di San Biagio, consacrato nel 1188 dal vescovo Adelog di Hildesheim, fu donato da Matilde, che lo dotò con l'approvazione di Enrico e nominò un sacerdote per condurre il servizio. L'iscrizione di dedica ricorda che il duca Enrico e la sua religiossima consors Matilde commissionarono e promossero l'altare. Anche il candelabro a sette braccia, certamente commissionato dal duca, risale probabilmente al 1188 circa. Le pie dotazioni risalgono agli ultimi anni di vita di Matilde e di Enrico ed erano espressione della preoccupazione per la salvezza delle loro anime. Secondo un elenco di tesori del XV secolo, la collezione di reliquie di Braunschweig era una delle più grandi e prestigiose di tutta Europa. Sempre su commissione del duca, furono realizzati nell'abbazia benedettina di Helmarshausen l'Evangelario di Enrico il Leone, la cui datazione tra il 1173/74 e il 1188/89 è controversa. Il cosiddetto "quadro dell'incoronazione" mostra la preoccupazione della coppia ducale per la propria Memoria (commemorazione dei defunti). Non è certo se possa avvalorare la tesi, talvolta avanzata nella ricerca, che Enrico aspirasse alla regalità.
Enrico e Matilde donarono accessori e paramenti liturgici alla cattedrale di Hildesheim. Questo potrebbe includere anche il reliquiario di sant'Osvaldo. D'altra parte, non è possibile dimostrare con certezza se Enrico abbia fatto donazioni all'abbazia di San Michele a Luneburgo. Il monastero era uno dei luoghi principali della stirpe dei Billunghi e quindi significativo anche per Enrico il Leone. Probabilmente vi celebrò il Natale nel 1158, 1167 e 1178, ma sicuramente nel 1179 e 1180. Il suo primo figlio Enrico, morto in tenera età, venne sepolto lì. La maggior parte del "Tesoro della Tavola d'Oro" di Luneburgo è andata perduta a causa di un furto nel 1698 e di vendite tra il 1791 e il 1793; non si sa se sia possibile fallo risalire a Enrico il Leone. Anche la donazione di una tavoletta d'avorio bizantina proveniente dalla stessa abbazia non può essere ricondotta con certezza a Enrico.

### "Politica cittadina"
Attraverso misure di sostegno economico e politico, il duca influenzò in modo duraturo lo sviluppo di Lubecca, Schwerin, Braunschweig, Hannover, Luneburgo, Stade e Amburgo. Nella vecchia storiografia, gli è stato attribuito il ruolo di fondatore di Lubecca, Monaco e Schwerin e si è sostenuto che abbia perseguito una sistematica "politica cittadina". Nella storiografia attuale, questo quadro viene messo in prospettiva: probabilmente le misure servivano più che altro ad aumentare le sue entrate, a mostrare il suo dominio e a controllare le rotte economiche. Non ci sono documenti superstiti che testimonino la concessione di privilegi da parte di Enrico per la fondazione di città.
Oltre a Braunschweig, Luneburgo era un altro importante centro di potere: sebbene Enrico vi soggiornasse spesso con la prima moglie Clemenzia, si sa che furono prese solo misure di protezione per le saline di Luneburgo nel 1153 per promuovere la città. L'ascesa di Luneburgo iniziò solo dopo il 1189.
Una disputa sulla dogana portò allo spostamento del ponte sull'Isar da Föhring a Monaco, importante per il commercio del sale. Non ci sono pervenute altre misure prese da Enrico per Monaco; pare che il duca non abbia mai visitato l'insediamento e non gli abbia concesso il privilegio giuridico di città.
A Stade, la promozione intensiva della città è iniziata dopo l'acquisizione delle proprietà di Stade. Non è chiaro se alla città sia stato concesso il privilegio giuridico di città. A causa della scarsità di fonti si può dire poco sull'influenza di Enrico sullo sviluppo di Hannover, Gottinga e Schwerin.
Lubecca fu fondata dal conte Adolfo II di Holstein nel 1143 e attirò mercanti in particolare da Bardowick, un insediamento di mercato del duca. Enrico inizialmente combatté Lubecca e, in competizione con il conte, nel 1158 costruì la cosiddetta Löwenstadt come contro-fondazione, che però non ebbe successo. Dopo i negoziati con il conte, iniziò l'ascesa economica di Lubecca. Nel 1158/1159, Enrico fece ricostruire Lubecca, gravemente danneggiata da un incendio, assunse il governo della città e iniziò a promuovere il commercio a lunga distanza di Lubecca. I Gotlandesi, in quanto partner commerciali più importanti, ricevettero dei privilegi nel 1161 e quindi la prima garanzia legale scritta del loro commercio. La nuova città di Amburgo ricevette anche un sostegno economico nel 1190/91 attraverso l'esenzione dai dazi doganali al di sopra dell'Elba. Nel 1216 il conte Alberto di Holstein confermò questo privilegio per l'intera città di Amburgo con riferimento a Enrico il Leone.

### Declino

#### Chiavenna

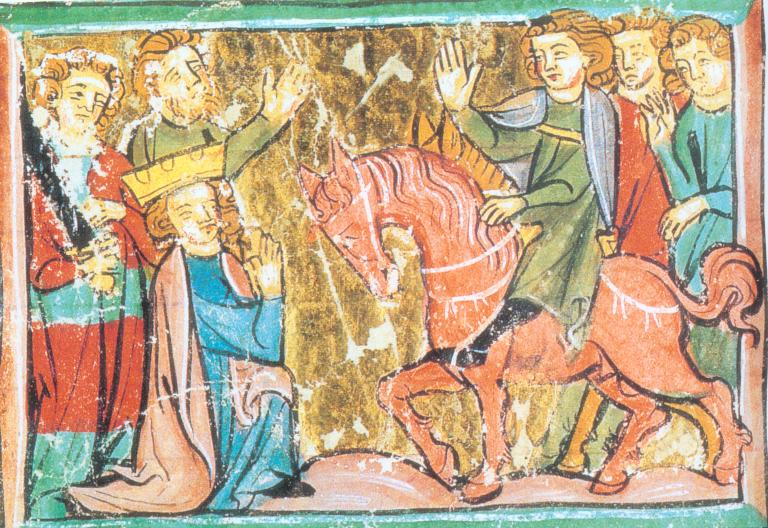
Presunta genuflessione del Barbarossa davanti a Enrico il Leone a Chiavenna nel 1176. Dietro l'imperatore inginocchiato e supplichevole sono presenti un servitore e un portatore di spada. Il fatto che la genuflessione dell'imperatore sia effettivamente avvenuta è controverso, poiché solo le fonti successive, e in parte in modo diverso, lo riportano. Il fatto che Enrico sia seduto in alto a cavallo fa sembrare la sua postura ancora più arrogante e la richiesta di genuflessione del Barbarossa particolarmente umiliante per esso. Sächsische Weltchronik, prima del 1290, Brema, Staats- und Universitätsbibliothek, msa 0033, fol. 88va

Nel 1167 un'epidemia di dissenteria favorita dal caldo di agosto mieté grandi vittime nell'esercito imperiale davanti a Roma, tra cui numerosi eredi di stirpe nobili. Il Barbarossa iniziò quindi a confiscare sistematicamente le proprietà degli alti nobili senza eredi in Svevia. La questione del destino dei beni della Germania meridionale di Guelfo I, il cui figlio omonimo, Guelfo II, era anch'egli morto, portò alla competizione tra il nipote di Guelfo, Enrico il Leone, e Federico Barbarossa. Inizialmente Guelfo I lasciò in eredità tutti i suoi possedimenti dell'Alta Svevia al nipote Welfen Enrico in cambio di una grossa somma di denaro. Quest'ultimo, tuttavia, ritardò i pagamenti, forse aspettandosi la morte prematura dello zio e Guelfo I decise allora di stipulare un nuovo accordo in cui nominava Federico Barbarossa e i suoi figli come suoi eredi. Questo considerevole spostamento del potere in Svevia a favore dell'imperatore era un presupposto per il successivo processo contro Enrico.
Enrico apparve per l'ultima volta come testimone in un diploma dell'imperatore il 6 luglio 1174. Negli anni successivi non seguì l'esercito in Italia e si presentò solo raramente alla corte regia. Al contrario, l'arcivescovo di Colonia, Filippo, che era uno degli avversari più pericolosi del Leone e che da anni lottava con lui per la supremazia in Vestfalia, si impegnò in servizi superiori alla media in Italia. Filippo visse presso la corte «finché l'altezza imperiale, di nuovo in pieno possesso del suo potere, non piegherà la testa sollevata dei ribelli e la getterà a terra».
Le pressioni dell'amministrazione imperiale in Italia avevano già portato alla fondazione della Lega Lombarda nel dicembre 1167, che stabilì relazioni diplomatiche con Alessandro III. Seguirono lunghi conflitti militari con l'imperatore. Nel novembre del 1175, il Barbarossa chiese sostegno nella lotta contro le città lombarde, dopo che le trattative erano fallite.
Gli eventi che seguono non possono essere ricostruiti senza contraddizioni, poiché le fonti permettono interpretazioni diverse e si contraddicono, non solo nei dettagli. Sembra che tutti i principi sassoni abbiano seguito la richiesta dell'imperatore, e che solo Enrico il Leone rifiutò di prestare aiuto; egli fu quindi invitato dal Barbarossa in un incontro. All'inizio del 1176, i due si incontrarono probabilmente a Chiavenna, a nord del lago di Como. Tuttavia, poiché tutte le fonti sugli eventi sono state scritte anni o addirittura decenni dopo, la storicità non è certa e i dettagli sono contestati. Joachim Ehlers interpreta i resoconti della caduta del duca Welfen come «indizi preziosi per svelare lo stato d'animo pubblico in cui Enrico il Leone agì, ma che giocò un ruolo importante nel plasmare proprio attraverso questa azione». È possibile che l'imperatore si sia addirittura inginocchiato davanti al duca per rendere evidente l'urgenza della sua richiesta. Enrico, tuttavia, rifiutò, rompendo così la pratica sociale che prevedeva l'accettazione di una richiesta manifestata con una prostrazione di un superiore davanti all'inferiore. Probabilmente il duca offrì la dotazione di un contingente militare in cambio delle rendite della città di Goslar con le sue ricche miniere d'argento. Il Barbarossa, tuttavia, rifiutò.
I contemporanei già discutevano sulle cause della frattura tra i due alleati di lunga data. Nel suo resoconto, scritto tra il marzo e l'agosto del 1210, lo storiografo Arnoldo di Lubecca, fedele ai Welfen, tentò di «gestire» la successiva caduta del duca. La richiesta di aiuto viene portata in un Hoftag, in cui Barbarossa aveva invitato i principi dell'impero a partire per una spedizione militare in Italia. Enrico, in considerazione della sua età avanzata, non volle seguire l'esercito di persona e offrì invece all'imperatore del denaro.
Il rifiuto di Enrico il Leone ebbe gravi conseguenze per il confronto dell'imperatore con le città lombarde e con il papa Alessandro III, ad esse legato: infatti nel maggio 1176, l'esercito imperiale perse la battaglia di Legnano. Federico dovette fare pace con Alessandro III a Venezia il 1º agosto 1177. I negoziatori da parte imperiale erano gli arcivescovi di Colonia e Magdeburgo. Entrambi erano avversari del Leone, ed il duca non fu coinvolto nelle trattative. La pace prevedeva anche che il vescovo Ulrico di Halberstadt, che era stato espulso su istigazione di Enrico nel 1160, venisse restituito alla sua vecchia carica.

#### Il "processo"

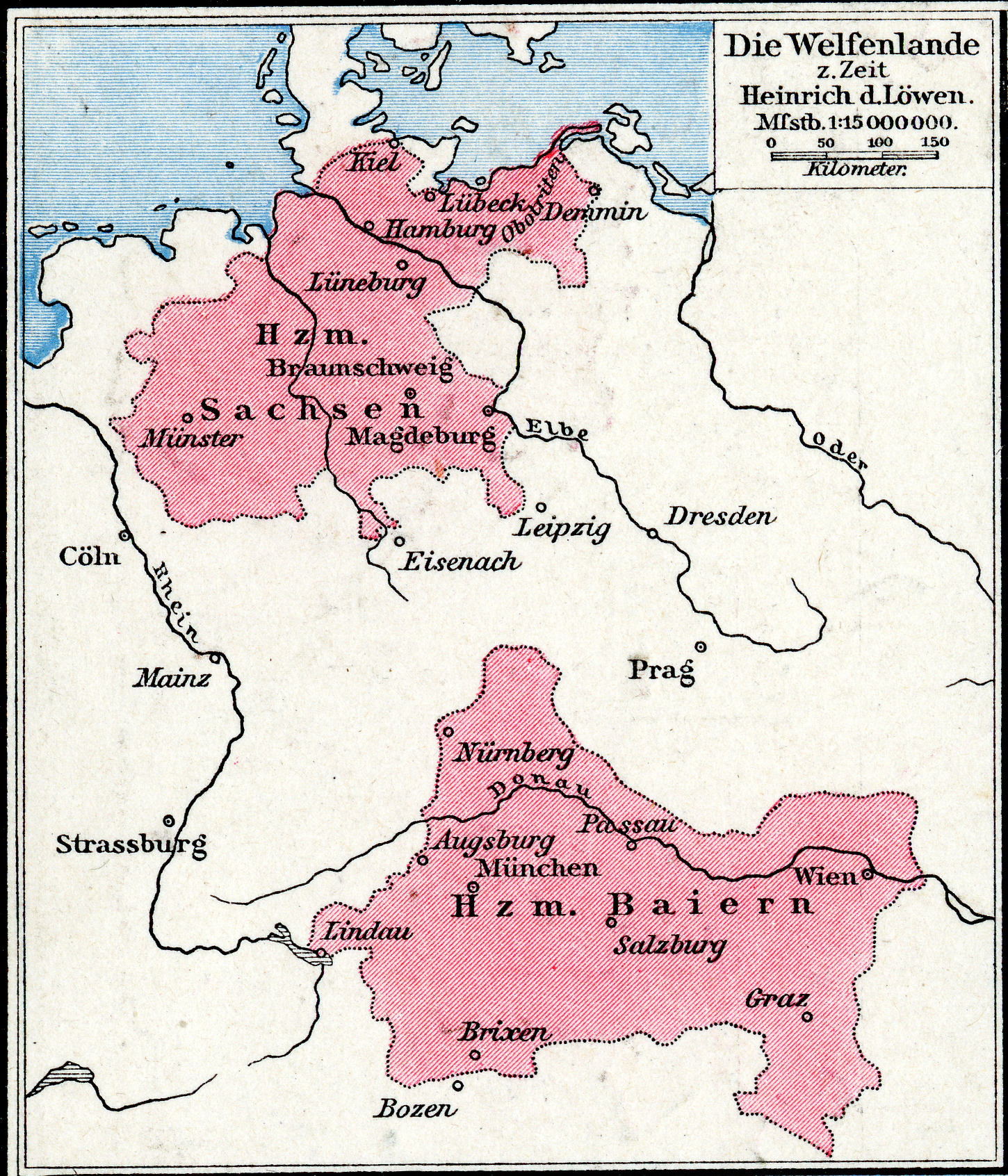
Mappa dei ducati di Sassonia e Baviera prima del 1180

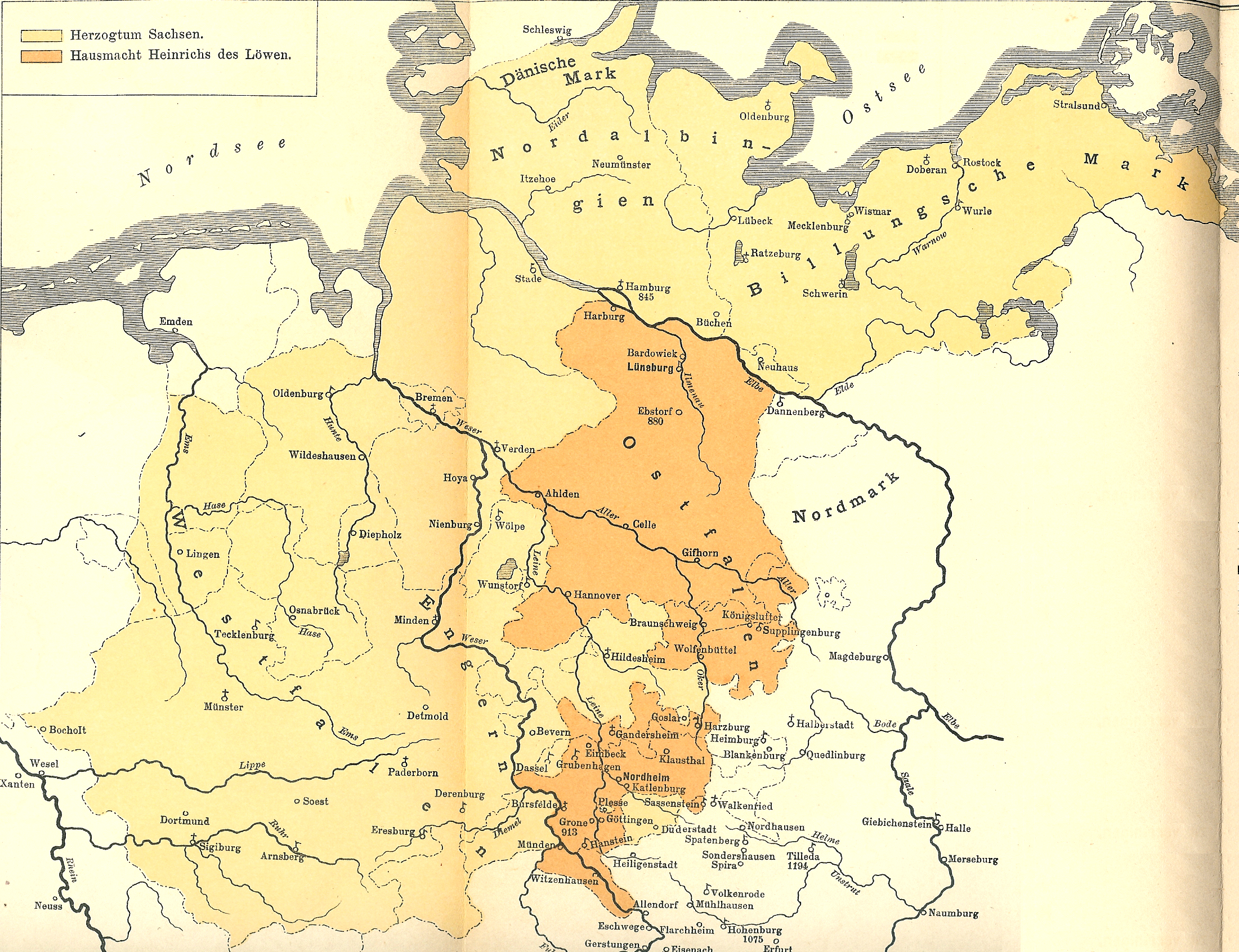
Mappa del ducato di Sassonia e dei possedimenti (Hausmacht) di Enrico il Leone poco prima della disgregazione, intorno al 1180

Nell'autunno del 1177, Ulrico di Halberstadt iniziò a combattere Enrico il Leone in Sassonia per i feudi ecclesiastici di Halberstadt. Nel 1178 ricevette il sostegno di Filippo di Colonia, tornato dall'Italia. L'arcivescovo invase la parte vestfaliana del ducato. Nel novembre 1178, in occasione di un Hoftag a Spira, il Leone presentò al Barbarossa un'accusa contro Filippo per violazione della pace (Landfriedensbruch). In un Hoftag a Worms, il duca dovette rispondere del suo comportamento aggressivo nei confronti della nobiltà sassone. Tuttavia, Enrico non giunse a Worms tra il 6 e il 13 gennaio 1179: comparire in tribunale avrebbe significato riconoscere l'azione contro di lui come giustificata. La disobbedienza alla convocazione e il disprezzo mostrato dell'imperatore, dei principi e della corte colpirono la pretesa del Barbarossa di governare e costituirono una violazione dell'onore dell'impero (honor imperii). Il comportamento di Enrico non poteva rimanere impunito. Di conseguenza, nel gennaio 1179 fu emessa una "sentenza dichiarativa" presso l'Hoftag di Worms, secondo la quale egli fu minacciato di un bando di otto anni in caso di recidiva. Enrico non si presentò nemmeno all'Hoftag di Magdeburgo il 24 giugno 1179. A Magdeburgo, il margravio Teodorico II di Lusazia accusò il Leone di alto tradimento e lo sfidò a un duello giudiziario.
Il resoconto più dettagliato degli eventi proviene da Arnoldo di Lubecca, redatto circa trent'anni dopo. Per Arnoldo, il processo non era un modello di governo consensuale, ma il risultato di una cospirazione contro il duca. Nel suo resoconto, Arnoldo cerca di trasmettere l'impressione che le argomentazioni di Enrico riflettessero la visione giuridica prevalente e che fosse in armonia con le idee dei suoi contemporanei. Questa versione assolve Enrico da ogni colpa e rende Barbarossa il colpevole: l'imperatore, secondo il cronista, si era servito di un giustificato rifiuto del duca per perseguire il suo rovesciamento. Secondo Arnoldo, ci fu una seconda conversazione confidenziale a Haldensleben. Lì, Enrico avrebbe chiesto all'imperatore, attraverso dei mediatori, di risolvere il conflitto. Il Barbarossa avrebbe preteso 5.000 marchi d'argento per assicurarsi, con la sua mediazione, il favore (Huld) dei principi a cui aveva fatto un torto; Enrico, tuttavia, rifiutò questa richiesta. Il duca non si presentò nemmeno agli Hoftag di Naumburg (o Neunburg) nel luglio 1179, di Kayna nell'agosto dello stesso anno e di Würzburg nel gennaio 1180. Per ottenere l'appoggio di una cerchia più ampia di principi, Barbarossa dovette impegnarsi a non restituire al duca il suo honor senza il loro consenso. In questo modo, i principi volevano prevenire eventuali ritorsioni da parte di un duca reintegrato dal Barbarossa in possesso di ben due ducati e che continuava a perseguire una politica aggressiva e prepotente. Per questo, Federico rinunciò alla tradizionale prerogativa regia del perdono. Dall'Hoftag di Würzburg del gennaio 1180, Enrico non era più un principe imperiale, ma «il nobile Enrico di Braunschweig» (nobilis vir Hainricus de Bruneswic), una formula che veniva utilizzata anche per indicare i ministeriali d'alto rango.
Il futuro del ducato sassone fu deciso nell'Hoftag di Gelnhausen alla fine di marzo del 1180. Enrico il Leone fu condannato per lesa maestà e i suoi feudi imperiali furono confiscati. Il documento Gelnhausen emesso per l'arcivescovo Filippo di Colonia elenca le accuse che portarono alla condanna: soppressione della libertà (libertas) delle chiese di Dio e dei nobili, inosservanza della citazione a comparire davanti al tribunale emessa per tre volte secondo il diritto feudale e disprezzo multiplo della maestà imperiale (pro multiplici contemptu nobis exhibito). Come beneficiario di questo conflitto, il 13 aprile 1180 l'arcivescovo Filippo di Colonia ricevette la Sassonia occidentale come ducato di Vestfalia-Engern, appena creato. La parte orientale passò al conte Bernardo di Anhalt, che divenne duca di Sassonia. Alla fine di settembre del 1180, in un Hoftag ad Altenburg, furono prese delle decisioni anche per il ducato di Baviera: la Stiria fu elevata a ducato e concessa al precedente margravio Ottocaro di Stiria, mentre il conte Bertoldo IV di Andechs ricevette il ducato di Merania; l'ormai ridotto ducato di Baviera fu infine concesso all'ex conte palatino bavarese Ottone di Wittelsbach; i Wittelsbach governarono la Baviera da allora fino al 1918. Con la divisione della Sassonia e della Baviera, si concluse la storia dei grandi regna carolingi del regno dei Franchi Orientali, sostituiti da domini principeschi, alcuni dei quali si svilupparono in domini statali. Tuttavia, la riorganizzazione limitò anche il potere regio e favorì le stirpi aristocratiche regionali sia in Baviera che in Sassonia.

### Esilio
La sentenza dovette essere eseguita con una campagna militare. Enrico, già nell'aprile del 1180, attaccò la città palatina degli Hohenstaufen di Goslar e catturò il langravio Ludovico III di Turingia. In estate, però, l'imperatore passò al contrattacco e condusse una campagna di devastazione di due mesi in Sassonia. Il 15 agosto ebbe luogo un Hoftag nel palazzo reale di Werla, durante il quale si chiese ai sostenitori di Enrico di abbandonare la sua causa entro l'11 novembre se volevano mantenere i loro feudi e proprietà. Il sistema di governo di Enrico, che aveva mostrato troppa poca considerazione per i seguaci e servitori, crollò rapidamente: la maggior parte dei castelli Welfen cadde immediatamente nelle mani dell'imperatore (Ilfeld, Scharzfeld, Herzberg, Staufenberg, Heimburg, Blankenburg, Regenstein, Lauenburg); i ministeriali di Enrico, Anno II di Heimburg, Enrico III di Weida, Ecberto II di Wolfenbüttel e Liudolfo II di Peine passarono dalla parte di Federico nel giro di poche settimane. A Enrico rimasero solo le città principali di Luneburgo, Braunschweig e Haldensleben. Per questo motivo, il Barbarossa poté congedare il suo esercito già nell'autunno del 1180. Nel novembre 1181, Enrico il Leone si sottomise in un Hoftag ad Erfurt. Gli fu concesso di mantenere i suoi possedimenti sassoni, ma i suoi due ducati andarono perduti. Enrico dovette andare in esilio presso il suocero, nell'Inghilterra meridionale, perché era considerato una presenza scomoda nella riorganizzazione politica. L'esilio doveva durare dai tre ai sette anni.

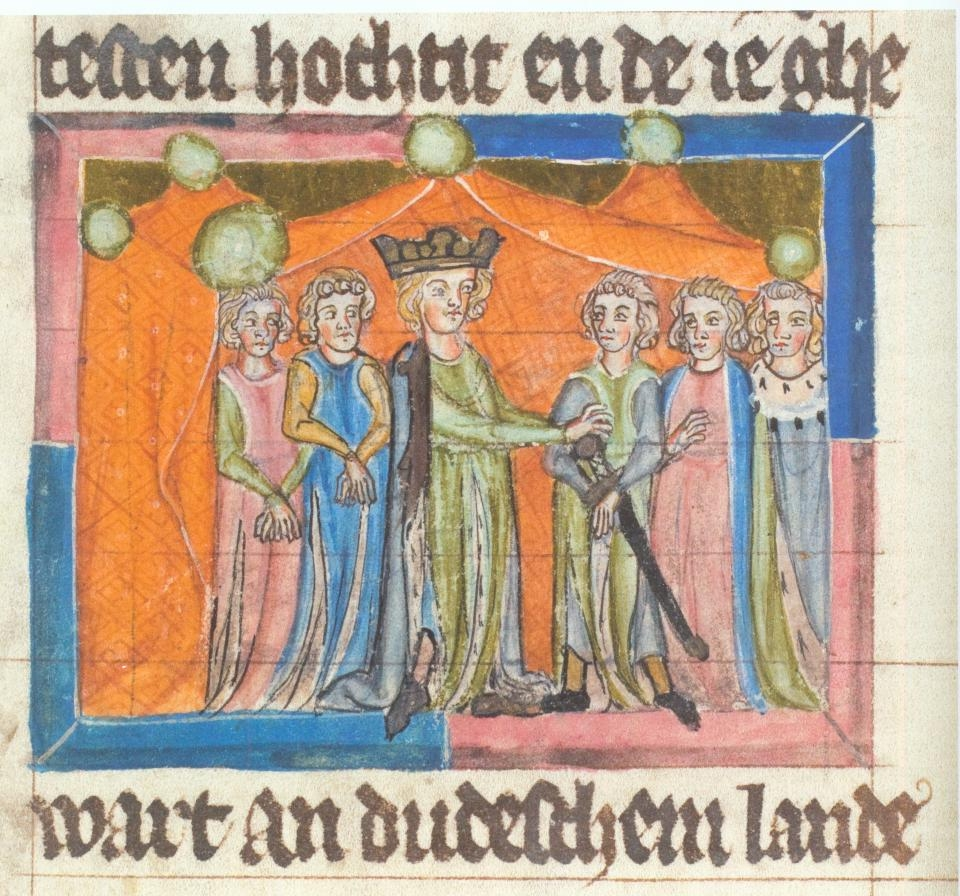
Resoconto dell'Hoftag di Magonza del 1184 nella Sächsische Weltchronik, Germania settentrionale, primo quarto del XIV secolo, Berlino, Staatsbibliothek Preußischer Kulturbesitz, Ms. germ. fol. 129, fol. 112r

Il 25 luglio 1182, Enrico si recò con la moglie, i due figli Enrico e Ottone, la figlia Richenza e alcuni fedeli di Braunschweig dal suocero in Normandia. Nell'autunno del 1182 intraprese un pellegrinaggio a Santiago de Compostela in Spagna per promuovere la sua salvezza. Forse l'Hoftag di Erfurt aveva imposto a Enrico un pellegrinaggio penitenziale. Dal Natale del 1182, il Leone visse alla corte di Enrico II, diventando un affare costoso per il re inglese. Anche in esilio, il Leone mantenne la propria corte con i relativi uffici e una guardia del corpo pagata dal re inglese. Il quarto figlio di Matilde ed Enrico, Guglielmo, nacque a Winchester nel 1184. Dopo la morte di Ottone I di Wittelsbach, avvenuta nel luglio 1183, Enrico sperava di riconquistare il ducato di Baviera. Nella Pentecoste del 1184, probabilmente come intermediario del suocero Enrico II, partecipò all'Hoftag di Magonza di quell'anno, probabilmente come mediatore del suocero Enrico II. Tuttavia, il ducato bavarese fu assegnato al figlio di Ottone, Ludovico I.
Grazie agli sforzi diplomatici con l'imperatore e il papa, Enrico II ottenne il ritorno di Enrico il Leone nell'impero. Nella primavera del 1185 l'ex duca sbarcò in Normandia e alla fine di settembre del 1185 tornò a Braunschweig con la moglie e il figlio maggiore Enrico. Il suo sigillo con il leone mostrava ora solo la trascrizione Herzog Heinrich (duca Enrico) invece della formula Heinrich von Gottes Gnaden Herzog von Bayern und Sachsen (Enrico per grazia di Dio duca di Baviera e Sassonia): venne dunque rimosso il riferimento spaziale. La cancelleria degli Hohenstaufen, tuttavia, gli rifiutò il titolo di duca. L'enorme limitazione del suo dominio dopo la sua caduta, tuttavia, rafforzò anche la posizione speciale di Braunschweig dal 1185 al 1189. Il 27 marzo 1188, in occasione di un Hoftag a Magonza, fu indetta una crociata. Il Barbarossa invitò Enrico ad un Hoftag di Goslar nel luglio 1188 e in questa occasione gli presentò la scelta di essere immediatamente reintegrato in parte della sua antica dignità o di partecipare alla crociata e quindi di ottenere la piena restituzione; se, invece, non desiderava né l'uno né l'altro, doveva andare nuovamente in esilio per un periodo di tre anni. L'ex duca scelse l'esilio «piuttosto che andare dove non voleva andare o vedere la sua antica dignità violata in qualche modo da una diminuzione». Nella Pasqua del 1189 tornò in Inghilterra con il figlio Enrico. La moglie rimase a Braunschweig. Dopo la morte di Enrico II, avvenuta il 6 luglio, Enrico il Leone si unì al nuovo re Riccardo Cuor di Leone.
La morte della moglie, avvenuta il 28 giugno 1189, indusse Enrico a rientrare nell'impero contro ogni accordo. Dopo il suo arrivo in Sassonia, l'arcivescovo Arduico II di Brema lo infeudò nuovamente della contea di Stade. Nel frattempo, l'imperatore e i suoi principi più importanti si erano già messi in viaggio verso la Terra Santa nel maggio di quell'anno per la terza crociata, durante la quale Barbarossa trovò la morte all'incirca un anno dopo durante l'attraversamento del fiume Göksu. Enrico riuscì quindi inizialmente a conquistare ampie parti del suo antico dominio in Sassonia. Enrico, figlio del Barbarossa, guidò un contingente dell'esercito contro il Leone in Sassonia, ma presto dovette affrontare altri problemi: dopo la morte di Guglielmo II di Sicilia, la priorità per lui fu la successione in Sicilia, dove dovette far valere le sue pretese ereditarie derivanti dal suo matrimonio con la figlia del re normanno, Costanza. Risolse quindi la disputa con Enrico il Leone e fece pace con lui a Fulda. Enrico di Brunswick, figlio maggiore di Enrico il Leone, accompagnò Enrico VI in Italia. Il 5 agosto 1191 riuscì a ottenere da papa Celestino III l'importante privilegio che Enrico il Leone e i suoi figli potessero essere scomunicati solo dal papa o da un legato papale. Inoltre, il matrimonio di Enrico di Brunswick con la Staufer Agnese alla fine del 1193 gli permise di ristabilire i rapporti di parentela con gli Staufer. Nel marzo 1194, Enrico il Leone fu accolto nella piena grazia dell'imperatore Enrico nel palazzo di Tilleda. In segno di riconciliazione, il figlio omonimo di Enrico fu infeudato della contea palatina del Reno.

### Morte

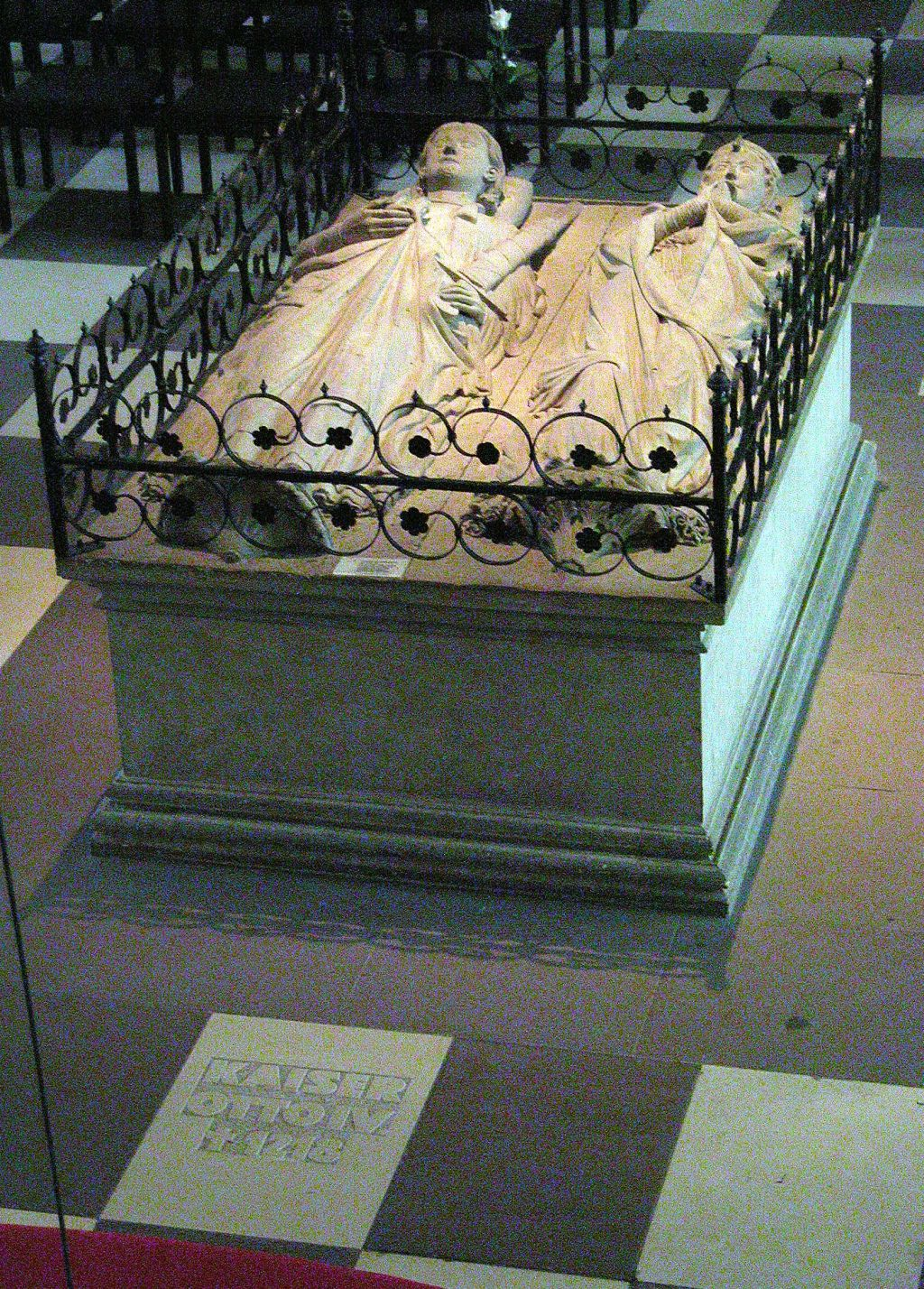
Tomba di Enrico il Leone e Matilde nel duomo di Braunschweig (foto comprendente la moderna lastra commemorativa di Ottone IV)

Nella cronaca di Gerardo di Steterburg si legge che nell'ultimo anno della sua vita Enrico «raccoglieva vecchie cronache, le scriveva e le leggeva ad alta voce e spesso passava la notte insonne in questa occupazione». Dopo la sua morte, fu sepolto insieme alla moglie Matilde nella chiesa di San Biagio di Braunschweig, da lui stesso dotata. Da quel momento in poi, la Memoria Welfen si concentrò sugli antenati sassoni della coppia ducale. La datazione delle lapidi ancora oggi conservate è controversa. Non è chiaro se siano stati realizzati al più tardi nel 1210 o tra il 1235 e il 1240. In ogni caso, la tomba di Enrico e di sua moglie è la più antica tomba doppia di coppia conservata in Germania.
Poco dopo la morte di Enrico, suo figlio Enrico di Brunswick poté assumere la dignità palatina renana nel 1195/1196 e tornare così ai vertici della nobiltà dell'impero. Il legame matrimoniale di Enrico con la casa reale inglese fu probabilmente il prerequisito più importante per l'elezione del figlio Ottone (IV) a re. Solo tre anni dopo la morte di Enrico, Ottone fu elevato a re dai grandi della Bassa Renania-Vestfalia, guidati dall'arcivescovo di Colonia, contro lo Staufer Filippo di Svevia. Dal 1208 fu generalmente riconosciuto. Papa Innocenzo III incoronò Ottone imperatore nel 1209. Nel 1235 Federico II elevò il nipote di Enrico, Ottone il Bambino, a primo duca del neonato ducato di Brunswick-Lüneburg. I Welfen riuscirono così a rientrare nella cerchia dei principi imperiali.

## Le conseguenze

### La valutazione di Enrico nel medioevo

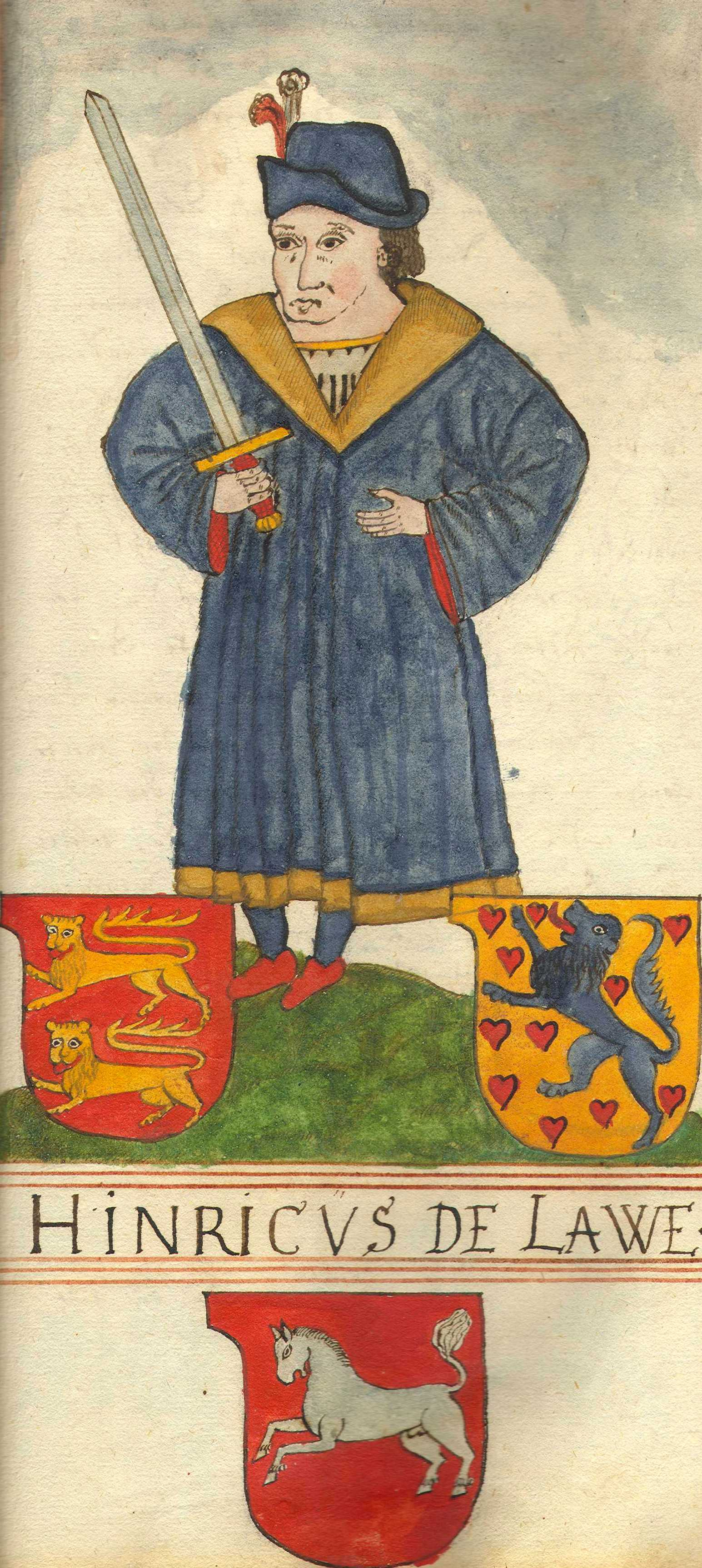
Illustrazione di Enrico il Leone nel Schichtbuch di Hermann Bote del 1514

Enrico il Leone non ricevette una biografia contemporanea. In Baviera, gli storiografi non si occuparono quasi per nulla della sua caduta e, in seguito, la cultura della memoria (Erinnerungskultur) della dinastia Wittelsbach ne soppresse la memoria. Dopo la sua morte, la storiografia, la memoria e le narrazioni sul duca si limitarono, con poche eccezioni, alla Germania settentrionale.
Probabilmente tra il 1167/68 e il 1172, Helmold, parroco a Bosau sul gran lago di Plön, scrisse la sua Chronica Slavorum, in cui descrive la storia della missione slava occidentale dalla conversione della Sassonia da parte di Carlo Magno alla morte del vescovo di Oldenburg, Geroldo, nel 1163. Di fondamentale importanza per la valutazione di Enrico il Leone in quest'ottica furono la promozione del vescovato di Oldenburg/Lübeck e la missione slava. Per Helmold, la protezione del vescovato, la cristianizzazione degli Slavi e la garanzia della conquista delle terre sassoni potevano essere ottenute solo con Enrico il Leone. Enrico è la figura che sovrasta tutti gli altri principi: Helmold vede in lui il «principe di tutti i principi del paese» che «ha piegato il collo dei ribelli, ha spezzato i loro castelli, ha sterminato i briganti, ha riportato la pace nel paese, ha costruito le fortezze più solide e possiede immensi beni propri».
Nella stessa diocesi di Helmold, anche l'abate benedettino Arnoldo di Lubecca scrisse una cronaca, che egli considerava una continuazione della Chronica Slavorum di Helmold. L'opera di Arnoldo è una fonte importante per la storia dell'Elba settentrionale durante l'espansione danese intorno al 1200 e per la storia del duca sassone, soprattutto per i suoi conflitti con l'imperatore Federico I e l'opposizione principesca. Già nel prologo, Arnoldo colloca il duca all'inizio della sua opera per la sua sconfitta degli Sclavi, la diffusione del cristianesimo, l'instaurazione della pace in tutte le terre slave e i suoi servizi alla Chiesa. Alla fine, Arnoldo si riferisce nuovamente a Enrico come convertitore e soggiogatore degli Sclavi. Tuttavia, l'opera di Arnoldo ebbe poca diffusione e fu raramente utilizzata da altri autori.
Il cancelliere della contea di Hainaut Giselberto di Mons emise un giudizio severo su Enrico, definendolo come il più potente di tutti i duchi e il più arrogante e crudele di quasi tutti gli uomini.
L'ulteriore impatto di Enrico rimase limitato. Solo alla fine del XIII secolo la Cronaca in rima di Braunschweig gli rese omaggio da una prospettiva storica regionale, in cui il duca è presentato come il patrono di Braunschweig e come combattente per la diffusione della fede cristiana. Dall'inizio del XIV secolo, l'interesse degli storiografi continuò a diminuire.

### Ricezione

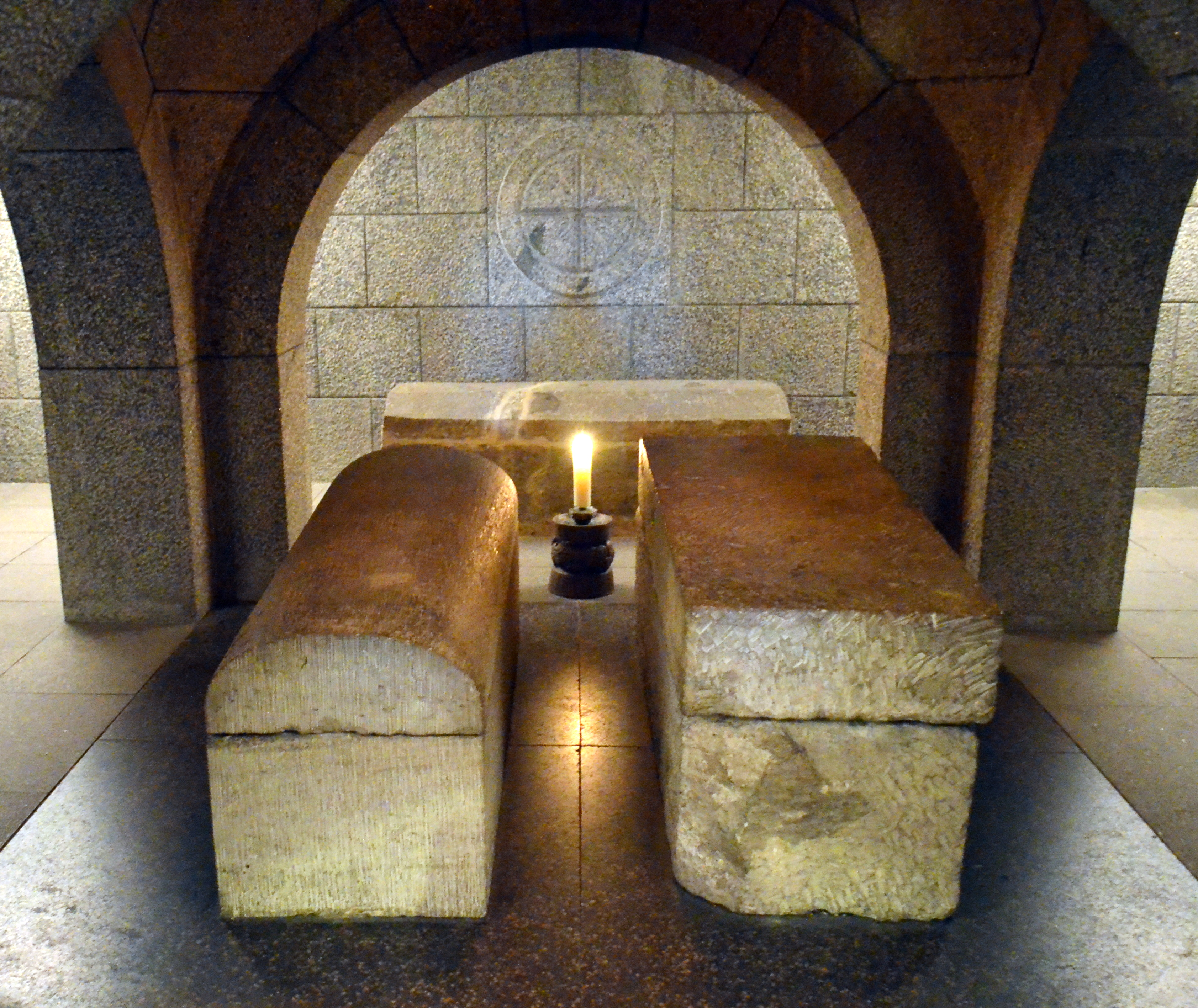
Cripta di Enrico il Leone. A sinistra, il sarcofago di Enrico, a destra quello di Matilde. Sullo sfondo, un sarcofago contenente le spoglie di Gertrude la Vecchia di Braunschweig, del margravio Ecberto II di Meissen e di Gertrude la Giovane di Braunschweig, bisnonna di Enrico il Leone

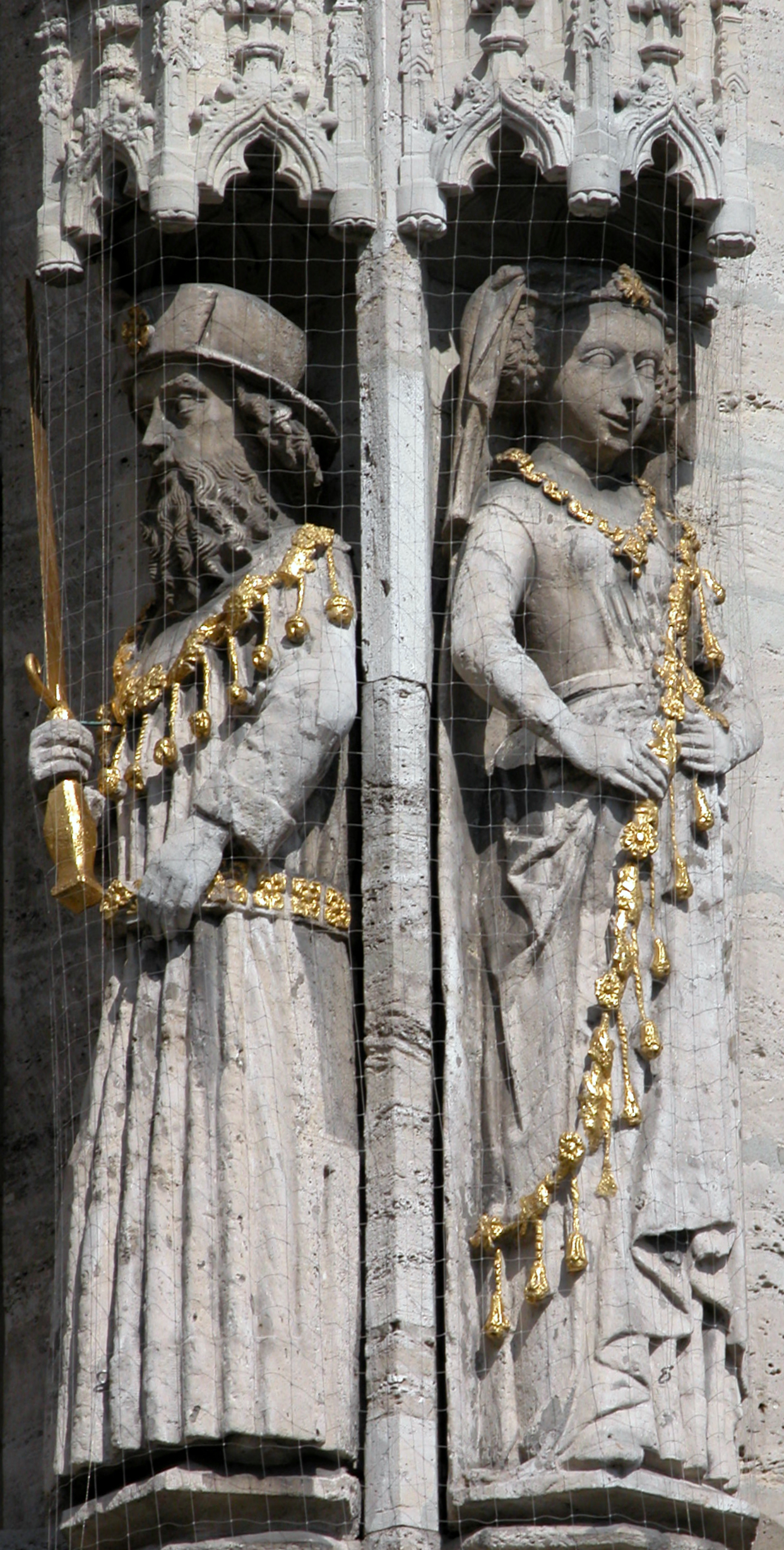
Vecchio Municipio: Enrico il Leone e Matilde (creato tra il 1455 e il 1468).

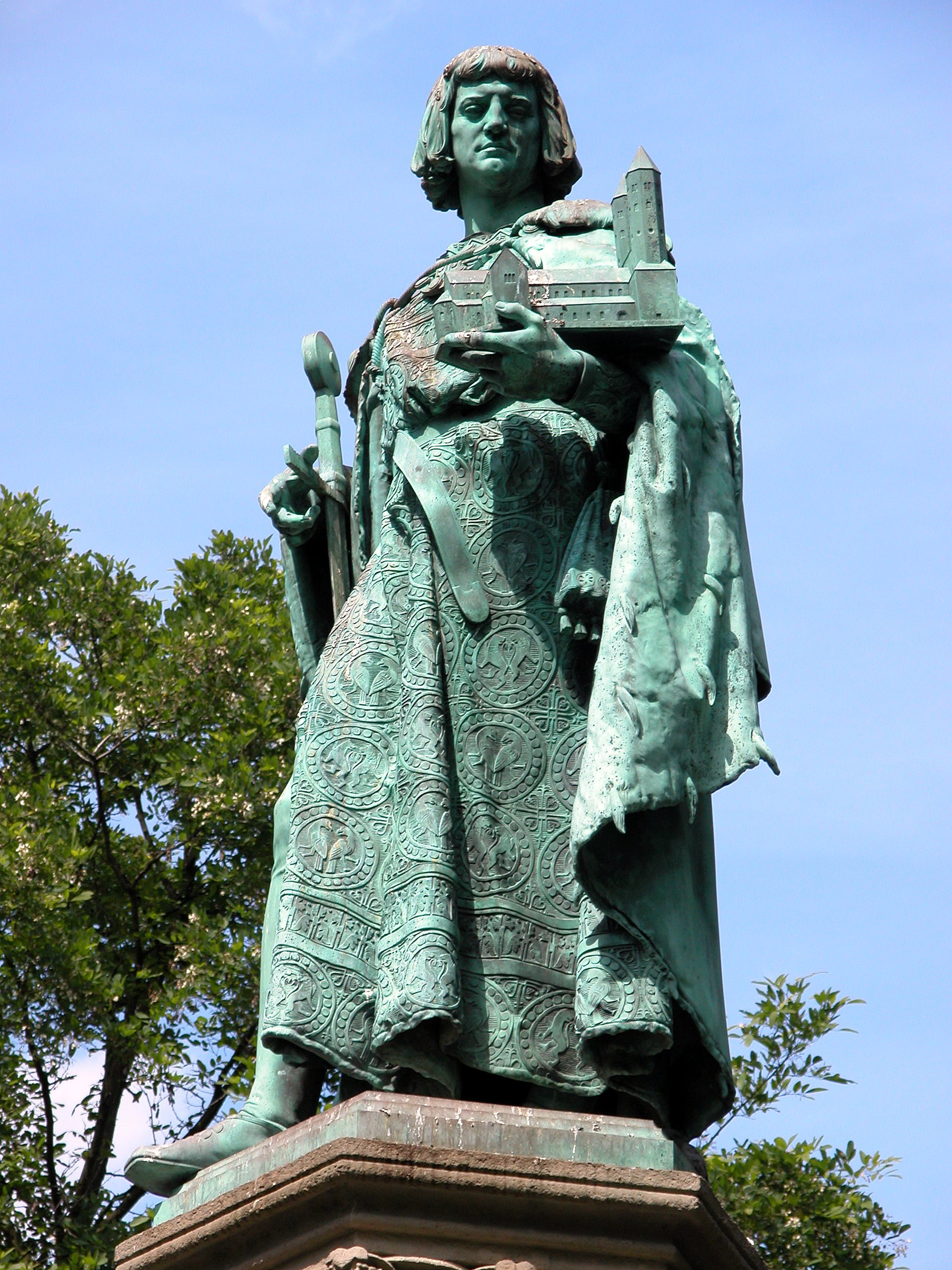
Fontana di Enrico del 1874 – figura in bronzo di Enrico

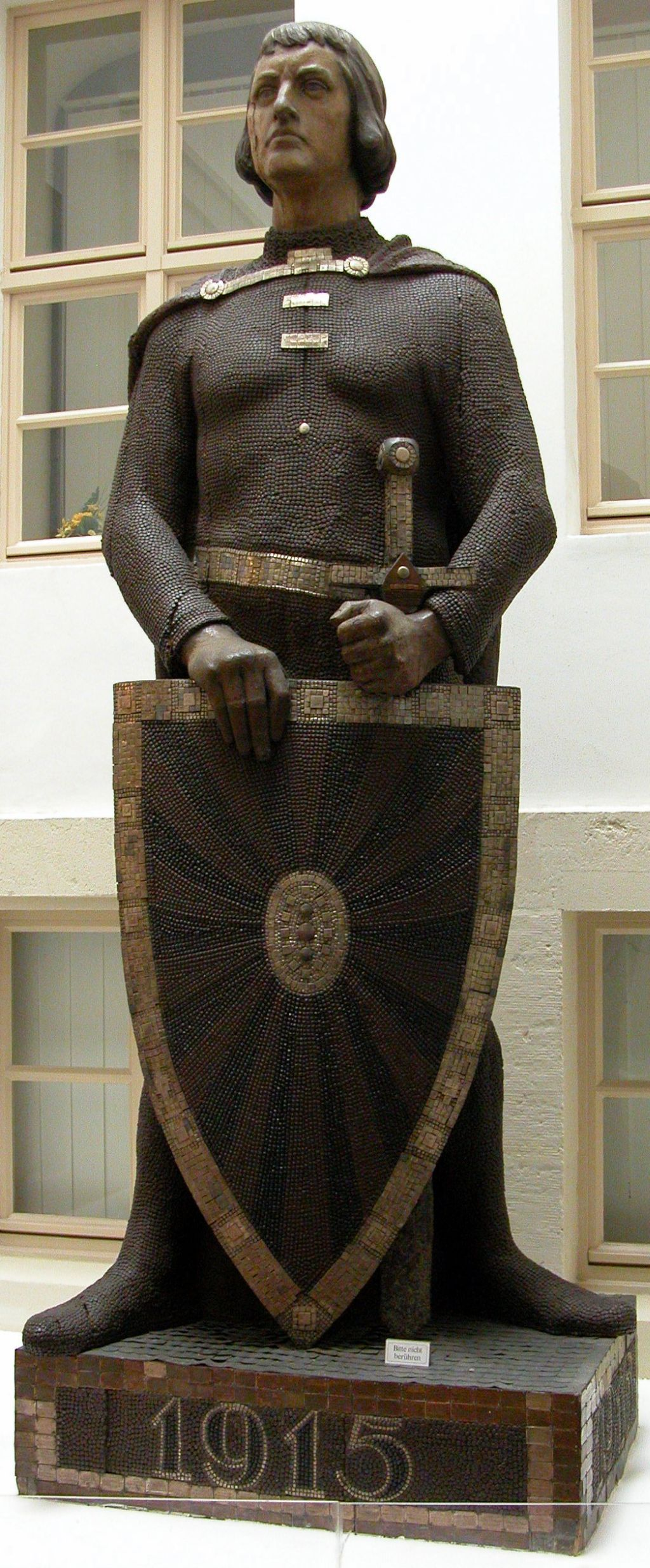
"Enrico il Leone di ferro" del 1915

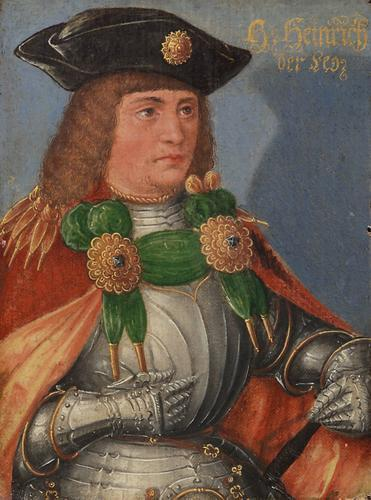
Ritratto di Enrico il Leone di Lucas Cranach il Giovane, 1579. Oggi questo dipinto è conservato nel Kunsthistorisches Museum, Vienna

L'immagine di Enrico fu soggetta a continui cambiamenti nella posterità: tra le altre cose, il duca fu ritratto come un eroe, un fondatore di città, un patrono delle arti, un crociato, una luce splendente del Deutschtum e un principe europeo, ma anche come reo di lesa maestà e un traditore al servizio del papato.
Il suo pellegrinaggio a Gerusalemme nel 1172/73 trovò espressione nella cosiddetta Heinrich-Sage. In questo racconto tardo-medievale, il duca intraprende un viaggio avventuroso come eroe cavalleresco (episodio del grifone, lotta con il drago, viaggio in zattera con il leone) e torna nella natia Braunschweig con un leone a lui devoto. La storia è stata ampiamente diffusa attraverso diversi cicli pittorici, varie opere letterarie e canzoni di Hans Sachs e Heinrich Göding. Nel 1689 il compositore italiano Agostino Steffani riprese la leggenda per la sua opera Enrico Leone per l'inaugurazione del teatro dell'opera di Hannover.
A partire dal 1685, i duchi Welfen di Celle e di Hannover tentarono di stabilire delle rivendicazioni di sovranità storica con l'aiuto dei servizi di Gottfried Wilhelm von Leibniz, il quale fu incaricato di scrivere una storia della stirpe dei Welfen. Nonostante questo raccolse il materiale iniziale, il libro non fu mai scritto. Enrico il Leone divenne il punto di riferimento per le dispute sul rango e sul territorio. I suoi ampi possedimenti e la sua posizione di potere costituirono la "base naturale" per l'argomentazione storico-giuridica dei Welfen.
A partire dal XVI secolo, la figura Enrico venne usato delle controversie confessionali. Nel XIX secolo, la genuflessione del Barbarossa davanti a Enrico il Leone era un motivo che compariva spesso nella pittura storica, poiché l'evento era ampiamente conosciuto attraverso le lezioni di storia e di letteratura. Il presunto evento ispirò Hermann Wislicenus, Wilhelm Trautschold e Philipp von Foltz. Altre scene della vita di Enrico sono state rappresentate in pitture storiche da Bernhard Rode (Enrico sconfigge i Venedi), Heinrich Anton Mücke (Enrico si umilia davanti a Barbarossa alla dieta di Erfurt), Adolf Quensen (l'ingresso di Enrico a Gerusalemme), Max Koch (Enrico come fondatore di Lubecca), Ludwig Tacke (Enrico come vincitore sui Venedi) e Peter Janssen (sottomissione di Enrico davanti al Barbarossa alla dieta di Erfurt).
La costruzione del Welfenschloss negli anni '60 del XIX secolo del regno di Hannover sotto Giorgio V determinò anche il programma di immagine della residenza estiva della famiglia reale: come ritorno alla tradizione Welfen, la scultura di Enrico il Leone aprì il ciclo di otto importanti sovrani nella parte anteriore del palazzo.
Alla fine del XIX secolo, l'architetto della città di Braunschweig, Ludwig Winter, portò avanti un pronunciato culto di Enrico, che ancora oggi caratterizza il paesaggio urbano di Braunschweig. Tra il 1887 e il 1906 ricostruì il palazzo del castello di Dankwarderode in stile storicista. Per l'Hagenmarkt progettò la Fontana di Enrico, eretta nel 1874, con una figura in bronzo a grandezza naturale del duca Welfen.
Durante la prima guerra mondiale, la popolarità di Enrico aveva lo scopo di incoraggiare la popolazione della città e del ducato di Brunswick a fare donazioni a enti di beneficenza e ai soldati al fronte. Nel 1915, davanti al castello Braunschweig, fu eretto il "Enrico il Leone di ferro", alto 3,90 metri. In cambio di donazioni, si potevano piantare chiodi nella statua.
Nella sua valutazione della storia tedesca, Adolf Hitler sottolineò inizialmente tre risultati in particolare: la colonizzazione della marca Orientale, «l'acquisizione e la penetrazione dell'area a est dell'Elba», «l'organizzazione dello stato brandeburghese-prussiano come modello e nucleo cristallizzante di un nuovo impero, gestito dagli Hohenzollern». In questa prospettiva, a Enrico il Leone fu attribuito un significato speciale come pioniere della Ostsiedlung. Così Hitler inizialmente lodò i risultati «völkische» di Enrico, come la «Eindeutschung» del Meclemburgo e l'«espansione dello spazio vitale tedesco a est [Lebensraum im Osten]». Nel 1935, su iniziativa di Dietrich Klagges, ministro presidente dello Stato libero di Brunswick, fu aperta la tomba di Enrico e di sua moglie Matilde. Hitler la dichiarò «luogo di pellegrinaggio e di consacrazione per la nazione» e il duomo di Braunschweig fu definita "cattedrale di Stato" e "Sala di Enrico il Leone" dal 1935 al 1940.
Nelle conversazioni a tavola registrate da Henry Picker, tuttavia, Hitler si mostrò poco interessato alla persona e alla politica del duca dopo lo scoppio della seconda guerra mondiale. Il 31 marzo 1942 criticò «principi feudali come Enrico il Leone per la loro danza di scuse [Ausderreihetanzens]». Essendo un «piccolo colonizzatore», il Leone non aveva la «statura degli imperatori tedeschi». Il 26 luglio 1942, Hitler inasprì nuovamente le sue dichiarazioni: «Se i principi feudali tedeschi fossero rimasti al fianco dell'Impero tedesco, il Sacro Romano Impero della Nazione tedesca sarebbe diventato un impero gigantesco».
Oggi la città di Braunschweig utilizza Enrico il Leone come figura identificativa per scopi pubblicitari. Negli anni '80, lo slogan "Braunschweig - La città di Enrico il Leone", già noto e utilizzato nella pubblicità del 1938, è stato ripreso dall'ufficio marketing della città ed esposto, tra l'altro, sui cartelli delle strade d'ingresso della città e della stazione ferroviaria principale. Gli edifici di Braunschweig e dintorni sono spesso arricchiti dal riferimento al fondatore storico, tanto che sono comuni termini come "castello di Enrico il Leone" o "cattedrale di Enrico il Leone".

### Storiografia precedente
Per la vecchia storiografia, Enrico il Leone e Federico Barbarossa incarnavano non solo l'antagonismo Hohenstaufen-Welfen, ma a volte anche due concezioni fondamentalmente opposte della politica tedesca: Federico era a favore della Italienpolitik imperiale, mentre Enrico era a favore di una Ostpolitik tedesca. La storia dell'Impero nel XII secolo è stata scritta come storia dell'opposizione Hohenstaufen-Welfen e, in questa prospettiva, la caduta di Enrico appare come il risultato di una disputa tra imperatore e principe su due concetti politici e allo stesso tempo come il culmine e il punto di svolta del conflitto Hohenstaufen-Welfen.
Nell'opera Allgemeine Weltgeschichte für alle Stände di Carl von Rotteck, pubblicata nel 1818, la nazione tedesca viene identificata con gli Staufer. «La defezioni di Enrico il Leone» fu la causa della disastrosa sconfitta dell'imperatore a Legnano. Otto von Bismarck riprese in seguito questa valutazione nei suoi Gedanken und Erinnerungen per legittimare l'annessione della Prussia all'Hannover Welfen del 1866, legato dinasticamente al Regno Unito.
Anche la storiografia protestante-nazionale del XIX secolo considerava per lo più Enrico il Leone come il principale rappresentante degli interessi particolari dei principi. Wilhelm von Giesebrecht esaltò la politica imperiale medievale nella sua Geschichte der deutschen Kaiserzeit, pubblicata a partire dal 1856, e il giudizio su Enrico fu quindi negativo. Sebbene il «genio dello statista» dimorasse in lui, «l'avidità, la slealtà e l'arroganza» avevano macchiato la sua immagine. Nella controversia Sybel-Ficker che ne seguì, furono discussi i vantaggi e gli svantaggi della Italienpolitik per la nazione tedesca. Il contesto era la controversia allora in corso sulla concezione di uno Stato nazionale tedesco, in cui si contrapponevano i concetti di Kleindeutsche Lösung e di Großdeutschland. Il Leone è apparso ad alcuni storici sostenitori della Kleindeutsche come un modello da seguire. Egli aveva rifiutato le politiche fallimentari verso Roma e l'Italia, riconoscendo invece i veri interessi del popolo tedesco: un rigido governo in patria e una politica espansiva verso le regioni slave. Il prussiano protestante Heinrich von Sybel, in particolare, descrisse la politica imperiale medievale come la «tomba del benessere nazionale» e diede un giudizio positivo su Enrico il Leone. Il duca era stato il primo a riconoscere i veri compiti nazionali, poiché aveva fatto sì che gli Hohenstaufen si staccassero dall'Italia «per rivolgere indisturbati le loro energie alle fondazioni in Austria, Boemia, Slesia, Brandeburgo, Prussia». Questa interpretazione venne contrastata da Julius von Ficker, che insegnava a Innsbruck, e sostenne che Enrico aveva messo in pericolo la coesione dell'impero. Sostenitore del concetto di una Großdeutschland che includesse l'Austria, Ficker sottolineò soprattutto il significato nazionale e universale dell'impero in una prospettiva paneuropea. Il giudizio positivo di Sybel sul duca non prevalse nella ricerca, ma trovò comunque sostenitori nel XX secolo. Georg von Below (1927) e il suo studente Fritz Kern (1928) videro ancora una volta in Enrico un precursore della politica nazionale tedesca. A loro avviso, le frontiere non avrebbero potuto fermare il Deutschtum a est se il Leone fosse stato seguito.
Fin dagli anni Trenta, Karl Jordan ha svolto ricerche sulla storia di Enrico il Leone. Nel 1941/49 pubblicò le carte ducali nella serie Laienfürsten- und Dynastenurkunden der Kaiserzeit dei Monumenta Germaniae Historica, istituiti appositamente per questo scopo; l'impresa fu sponsorizzata da Heinrich Himmler. Nel 1979 Jordan presentò una biografia del Welfen, che rimase a lungo l'opera di riferimento autorevole, pur non fornendo nuovi spunti. Jordan rimase ancorato agli schemi interpretativi del periodo prebellico: orgoglio, avidità, rifiuto di aiutare nel momento del bisogno, «colpa tragica» sono gli schemi interpretativi centrali con cui giudica il duca. In definitiva, l'ossessione di Enrico per il potere aveva portato al suo fallimento.

### Storiografia moderna
La ricerca ricevette un nuovo impulso dall'approccio alla storia personale fondato da Karl Schmid e ulteriormente sviluppato in particolare da Otto Gerhard Oexle, con il quale è stato possibile registrare la struttura e la formazione delle regole della nobiltà. Questo ha cambiato l'immagine di Enrico, in quanto gli aspetti di potere e di politica territoriale si ridimensionano, facendo sì che il duca emerga come una componente importante di un'ampia comunità nobiliare di discendenza e di commemorazione.In occasione dell'800º anniversario della sua morte, nel 1995 si è tenuta a Braunschweig la mostra "Heinrich der Löwe und seine Zeit" in cui Enrico è stato presentato come una figura di spicco delle reti europee nel Medioevo. Nello stesso anno, il Konstanzer Arbeitskreis gli ha dedicato una conferenza, la prima nella storia quarantennale dell'Arbeitskreises per una persona priva di dignità regale. Nel 1996 Werner Hechberger ha sottoposto a revisione l'idea dell'antagonismo Hohenstaufen-Welfen, che per lungo tempo è stato considerato come la costellazione politica basilare del XII secolo. Egli è stato in grado di dimostrare che l'immagine di due stirpi inimicate tra loro non era una coordinata politica contemporanea, ma un costrutto di ricerca moderno. In base a ciò, anche la caduta del Leone non doveva più essere intesa come il risultato di un piano perseguito in modo univoco dal Barbarossa. Ricerche recenti sono giunte a un giudizio più differenziato sulla caduta di Enrico e sottolineano la partecipazione dei principi alla regalità, che era «parte della struttura decisionale consensuale praticata come un dato di fatto». Nel caso della caduta del Leone, il Barbarossa è ora piuttosto ritenuto come un «uomo guidato» dei principi.
Nel 1997 Joachim Ehlers ha scritto una sintetica biografia dei Welfen: egli vede il dominio di Enrico in una «grande prospettiva europea» grazie ai suoi legami con il mondo anglo-normanno. La grandezza storica può essere attribuita al duca non per merito della sua energica trasformazione del paesaggio nobiliare della Sassonia in un territorio Welfen, ma per la formazione della sua corte, divenuta un importante centro di governo e di comunicazione. Grazie alla sua spiccata volontà di autoespressione e alle influenze ricevute nei suoi numerosi viaggi, il Leone si dimostrò un principe di rango europeo. Tuttavia, le sue numerose e deliberate violazioni della legge dimostrano che Enrico aveva sottovalutato la legge come strumento di governo e fattore di ordine. Pertanto, non era riuscito a sviluppare «una teoria giuridica coerente per le sue ambizioni e i suoi atti di governo che potesse essere giustificata al mondo esterno».
Nel 2000 Bernd Schneidmüller vedeva nel Welfen, attento al potere e che si sforzava poco di raggiungere un consenso con i grandi sassoni, un «modernizzatore e snobbatore, un innovativo virtuoso del potere e un autista insensibile al concetto di uguaglianza nobiliare». Gli sforzi di Enrico per porre la carica ducale tra il re e i conti e i suoi tentativi di mediatizzare lo status del conte, così come il suo uso coerente della ministerialità, mostrano il Welfen come un sovrano moderno con una «volontà di modellare le cose» superiore alla media e come un «motore di gerarchizzazione». Nel XIII secolo, il Sachsenspiegel poneva i principi imperiali al di sopra dei conti nella gerarchia feudale.
Nel 2008 Ehlers ha fornito una nuova sintesi dello stato attuale della ricerca con una biografia completa che ha sostituito quella di Jordan come opera standard.

## Matrimoni e figli
Enrico si sposò due volte. La prima volta con Clemenzia, figlia di Corrado I, duca di Zähringen, dalla quale ebbe due figlie:
- Enrico, che morì infante a Luneburgo;
- Richenza (1157-1167);
- Gertrude (1155-1197), che sposò Federico IV di Svevia e successivamente Canuto VI di Danimarca.

Dopo aver divorziato nel 1162 da Clemenzia, sposò nel 1168 Matilde d'Inghilterra, dalla quale ebbe cinque figli:
- Matilde (1172-13 gennaio 1209), che sposò il conte Goffredo II di Perche († 1202), e nel 1204 il signore di Coucy, Enguerrando III Le Bâtisseur († 1242);
- Richeza (1172 -1204), che sposò Valdemaro II di Danimarca (1170-1241)[senza fonte];
- Enrico I di Brunswick (1173- 28 aprile 1227), duca di Brunswick e conte palatino del Reno col nome di Enrico V;
- Lotario (1174-15 ottobre 1190);
- Ottone IV di Brunswick (1182-1218), re dei Romani, re d'Italia e imperatore;
- Guglielmo I, detto l'Anziano o il Grosso (11 aprile 1184-12 dicembre 1213), duca di Luneburgo.

Altri tre figli sono indicati, da alcune fonti, come appartenenti a Enrico e Matilde:
- Eleonora (nata nel 1178), morta giovane;
- Ingibiorg (nato nel 1180), morto giovane;
- un figlio (nato e morto nel 1182).

Dalla sua amante, Ida di Blieskastel, ebbe una figlia, Matilda, che sposò Enrico Borwin I di Meclemburgo.

## Ascendenza
|                            |                          |                          | Genitori                |  |  | Nonni |  |  | Bisnonni            |  |  | Trisnonni              |  |
|                            |                          |                          |                         |  |  |       |  |  | Guelfo I di Baviera |  |  | Alberto Azzo II d'Este |  |
|                            |                          |                          |                         |  |  |       |  |  | Guelfo I di Baviera |  |  | Alberto Azzo II d'Este |  |
|                            |                          | Cunegonda di Altdorf     |                         |  |  |       |  |  | Guelfo I di Baviera |  |  |                        |  |
| Enrico IX di Baviera       |                          |                          |                         |  |  |       |  |  | Guelfo I di Baviera |  |  |                        |  |
|                            |                          | Giuditta di Fiandra      | Baldovino IV di Fiandra |  |  |       |  |  |                     |  |  |                        |  |
|                            |                          | Giuditta di Fiandra      | Baldovino IV di Fiandra |  |  |       |  |  |                     |  |  |                        |  |
|                            |                          | Giuditta di Fiandra      | Eleonora di Normandia   |  |  |       |  |  |                     |  |  |                        |  |
| Enrico X di Baviera        |                          | Giuditta di Fiandra      |                         |  |  |       |  |  |                     |  |  |                        |  |
|                            |                          | Magnus di Sassonia       | Ordulfo di Sassonia     |  |  |       |  |  |                     |  |  |                        |  |
|                            |                          | Magnus di Sassonia       | Ordulfo di Sassonia     |  |  |       |  |  |                     |  |  |                        |  |
|                            |                          | Magnus di Sassonia       | Wulfhild di Norvegia    |  |  |       |  |  |                     |  |  |                        |  |
| Wulfhilde di Sassonia      |                          | Magnus di Sassonia       |                         |  |  |       |  |  |                     |  |  |                        |  |
|                            |                          | Sofia d'Ungheria         | Béla I d'Ungheria       |  |  |       |  |  |                     |  |  |                        |  |
|                            |                          | Sofia d'Ungheria         | Béla I d'Ungheria       |  |  |       |  |  |                     |  |  |                        |  |
|                            |                          | Sofia d'Ungheria         | Richeza di Polonia      |  |  |       |  |  |                     |  |  |                        |  |
| Enrico il Leone            |                          | Sofia d'Ungheria         |                         |  |  |       |  |  |                     |  |  |                        |  |
|                            | Gebeardo di Supplimburgo | Bernardo di Supplimburgo |                         |  |  |       |  |  |                     |  |  |                        |  |
|                            | Gebeardo di Supplimburgo | Bernardo di Supplimburgo |                         |  |  |       |  |  |                     |  |  |                        |  |
|                            | Gebeardo di Supplimburgo | Ida di Querfurt          |                         |  |  |       |  |  |                     |  |  |                        |  |
| Lotario II di Supplimburgo | Gebeardo di Supplimburgo |                          |                         |  |  |       |  |  |                     |  |  |                        |  |
|                            |                          | Edvige di Formbach       | Federico di Formbach    |  |  |       |  |  |                     |  |  |                        |  |
|                            |                          | Edvige di Formbach       | Federico di Formbach    |  |  |       |  |  |                     |  |  |                        |  |
|                            |                          | Edvige di Formbach       | Gertrude di Haldesleben |  |  |       |  |  |                     |  |  |                        |  |
| Gertrude di Supplimburgo   |                          | Edvige di Formbach       |                         |  |  |       |  |  |                     |  |  |                        |  |
|                            |                          | Enrico di Frisia         | Ottone di Northeim      |  |  |       |  |  |                     |  |  |                        |  |
|                            |                          | Enrico di Frisia         | Ottone di Northeim      |  |  |       |  |  |                     |  |  |                        |  |
|                            |                          | Enrico di Frisia         | Richenza di Svevia      |  |  |       |  |  |                     |  |  |                        |  |
| Richenza di Northeim       |                          | Enrico di Frisia         |                         |  |  |       |  |  |                     |  |  |                        |  |
|                            |                          | Gertrude di Brunswick    | Egberto I di Meißen     |  |  |       |  |  |                     |  |  |                        |  |
|                            |                          | Gertrude di Brunswick    | Egberto I di Meißen     |  |  |       |  |  |                     |  |  |                        |  |
|                            |                          | Gertrude di Brunswick    | Immilla di Torino       |  |  |       |  |  |                     |  |  |                        |  |
|                            |                          | Gertrude di Brunswick    |                         |  |  |       |  |  |                     |  |  |                        |  |

### Fonti
- Matthias Becher (Hrsg.): Quellen zur Geschichte der Welfen und die Chronik Burchards von Ursberg (= Ausgewählte Quellen zur Deutschen Geschichte des Mittelalters. Freiherr-vom-Stein-Gedächtnisausgabe; Bd. 18b), Wissenschaftliche Buchgesellschaft, Darmstadt 2007. (Rezension)
- Helmold von Bosau: Chronica Slavorum, ed. Bernhard Schmeidler, MGH SSrG 32, Hannover 1937, S. 1–218 / Helmold von Bosau: Slawenchronik. Neu übertragen und erläutert von Heinz Stoob, 7. Auflage. (Unveränd. Nachdr. der 6. gegenüber der 5. um einen Nachtr. erw. Auflage. 2002) Wissenschaftliche Buchgesellschaft, Darmstadt 2008, ISBN 978-3-534-21974-2.
- Arnold von Lübeck: Chronica Slavorum, ed. Georg Heinrich Pertz, MGH SSrG 14, Hannover 1995 (Unveränd. Nachdr. der Ausg. von 1868), ISBN 3-7752-5307-6.
- Annales stederburgenses: Annales stederburgenses auctore Gerhardo praeposito a. 1000–1195. ed. Georg Heinrich Pertz (= MGH SS XVI), Hannover 1859, S. 197–231.
- Die Urkunden Heinrichs des Löwen, Herzogs von Sachsen und Bayern. bearbeitet von Karl Jordan (MGH Laienfürsten- und Dynastenurkunden der Kaiserzeit 1), Leipzig 1941–1949 (ND 1957–1960).

### Panoramica
- (DE) Werner Hechberger, Florian Schuller (Hrsg.): Staufer & Welfen. Zwei rivalisierende Dynastien im Hochmittelalter. Pustet, Regensburg 2009, ISBN 978-3-7917-2168-2. (Rezension)
- (DE) Bernd Schneidmüller: Die Welfen. Herrschaft und Erinnerung (819–1252). 2. Auflage. Kohlhammer. Stuttgart 2014, ISBN 3-17-026104-5.
- (DE) Bernd Schneidmüller (Hrsg.): Die Welfen und ihr Braunschweiger Hof im hohen Mittelalter (= Wolfenbütteler Mittelalter-Studien. Band 7). Harrassowitz, Wiesbaden 1995, ISBN 3-447-03705-9.

### Monografie
- (DE) Joachim Ehlers: Heinrich der Löwe. Europäisches Fürstentum im Hochmittelalter. Muster-Schmidt, Göttingen 1997, ISBN 3-7881-0149-0.
- (DE) Joachim Ehlers: Heinrich der Löwe. Biographie. Siedler, München 2008, ISBN 978-3-88680-787-1. (Rezension) (Standardwerk; 2021 unter dem Titel Heinrich der Löwe: Der ehrgeizige Welfenfürst in einer bibliographisch aktualisierten zweiten Auflage bei wbg Theiss erschienen)
- (DE) Johannes Fried, Otto Gerhard Oexle: Heinrich der Löwe. Herrschaft und Repräsentation (= Vorträge und Forschungen. Band 57). Thorbecke, Ostfildern 2003, ISBN 3-7995-6657-0 (Digitalisat).
- (DE) Karl Jordan: Heinrich der Löwe. Eine Biographie. 4. Auflage. Deutscher Taschenbuch-Verlag, München 1996, ISBN 3-423-04601-5. (lange Zeit das maßgebliche Referenzwerk)
- (DE) Jochen Luckhardt, Franz Niehoff (Hrsg.): Heinrich der Löwe und seine Zeit. Herrschaft und Repräsentation der Welfen 1125–1235. Katalog der Ausstellung Braunschweig 1995. 3 Bde. Hirmer, München 1995, ISBN 3-7774-6900-9.
- (DE) Leila Werthschulte: Heinrich der Löwe in Geschichte und Sage. Winter, Heidelberg 2007, ISBN 978-3-8253-5387-2. (Rezension sehepunkte) / (Rezension)

### Articoli enciclopedici
- (DE) Hans Prutz, Heinrich der Löwe, in Allgemeine Deutsche Biographie, vol. 11, Lipsia, Duncker & Humblot, 1880,  p. 589–601.
- (DE) Karl Jordan, Heinrich der Löwe, in Neue Deutsche Biographie, vol. 8, Berlin, Duncker & Humblot, 1969, ISBN 3-428-00189-3,  pp. 388 -391 (online).
- (DE) Bernd Schneidmüller, Heinrich der Löwe, in Horst-Rüdiger Jarck, Dieter Lent et al. (Hrsg.), Braunschweigisches Biographisches Lexikon: 8. bis 18. Jahrhundert. Appelhans Verlag, Braunschweig 2006, ISBN 3-937664-46-7, pp. 317–319.
- (DE) Sebastian Sobecki, Heinrich der Löwe, in Biographisch-Bibliographisches Kirchenlexikon (BBKL). Band 26, Bautz, Nordhausen 2006, ISBN 3-88309-354-8, col. 629–656.